# Llista de topònims de Cervera
Llista de topònims (noms propis de lloc) del municipi de Cervera, a la Segarra
Informació actualitzada per un bot. Els canvis manuals es perdran quan s'actualitzi!

## cabana
| imatge | Nom                    | Ubicat a            | instància de | Detalls                      | coordenades                                                                  | Protecció                   | Commons (més fotos) | Dades a WD                    |
| ------ | ---------------------- | ------------------- | ------------ | ---------------------------- | ---------------------------------------------------------------------------- | --------------------------- | ------------------- | ----------------------------- |
|        | Masia Vilardosa        | Cervera             | cabana       | 18th century                 | 41° 41′ 18″ N, 1° 17′ 51″ E / 41.688238°N,1.297461°E 567 msnm                | bé cultural d'interès local |                     | Modifica les dades a Wikidata |
|        | cabana de Ca la Puig   | la Cardosa          | cabana       |                              | 41° 41′ 43″ N, 1° 16′ 06″ E / 41.6953531251246°N,1.2684545481482°E 534 msnm  |                             |                     | Modifica les dades a Wikidata |
|        | cabana de l'Alzinella  | la Cardosa          | cabana       |                              | 41° 41′ 26″ N, 1° 14′ 29″ E / 41.6904751565867°N,1.24141719574893°E 491 msnm |                             |                     | Modifica les dades a Wikidata |
|        | cabana de l'Elena      | Malgrat             | cabana       |                              | 41° 42′ 41″ N, 1° 17′ 56″ E / 41.7113729451353°N,1.29899993544218°E 483 msnm |                             |                     | Modifica les dades a Wikidata |
|        | cabana de l'Estanislau | la Cardosa          | cabana       |                              | 41° 41′ 34″ N, 1° 14′ 33″ E / 41.6929132956942°N,1.24242023269915°E 491 msnm |                             |                     | Modifica les dades a Wikidata |
|        | cabana del Benet       | Vergós              | cabana       |                              | 41° 40′ 10″ N, 1° 18′ 23″ E / 41.6694317766436°N,1.30651924478249°E 515 msnm |                             |                     | Modifica les dades a Wikidata |
|        | cabana del Botet       | Vergós              | cabana       | Estat: ruïnós                | 41° 40′ 19″ N, 1° 19′ 16″ E / 41.6718903240416°N,1.32123028430439°E 598 msnm |                             |                     | Modifica les dades a Wikidata |
|        | cabana del Carulla     | Cervera             | cabana       |                              | 41° 40′ 37″ N, 1° 17′ 29″ E / 41.677063385744°N,1.2915064373434°E 577 msnm   |                             |                     | Modifica les dades a Wikidata |
|        | cabana del Casamont    | Castellnou d'Oluges | cabana       |                              | 41° 42′ 15″ N, 1° 18′ 43″ E / 41.7042682125526°N,1.31192699541365°E 503 msnm |                             |                     | Modifica les dades a Wikidata |
|        | cabana del Casanova    | Castellnou d'Oluges | cabana       |                              | 41° 42′ 10″ N, 1° 17′ 37″ E / 41.7028350807651°N,1.29356439218904°E 514 msnm |                             |                     | Modifica les dades a Wikidata |
|        | cabana del Cisquella   | la Cardosa          | cabana       | Estat: ruïnós                | 41° 41′ 33″ N, 1° 15′ 16″ E / 41.6923664469371°N,1.25440341945606°E 512 msnm |                             |                     | Modifica les dades a Wikidata |
|        | cabana del Coloma      | Castellnou d'Oluges | cabana       |                              | 41° 41′ 45″ N, 1° 17′ 23″ E / 41.6958147493409°N,1.28965221516094°E 540 msnm |                             |                     | Modifica les dades a Wikidata |
|        | cabana del Doro        | Malgrat             | cabana       | Estat: ruïnós                | 41° 42′ 26″ N, 1° 19′ 08″ E / 41.7070907713762°N,1.31892040546154°E 540 msnm |                             |                     | Modifica les dades a Wikidata |
|        | cabana del Ferrer      | la Cardosa          | cabana       |                              | 41° 41′ 57″ N, 1° 15′ 06″ E / 41.699171247918°N,1.25175574306847°E 598 msnm  |                             |                     | Modifica les dades a Wikidata |
|        | cabana del Fullat      | la Prenyanosa       | cabana       |                              | 41° 42′ 14″ N, 1° 16′ 47″ E / 41.7040229037846°N,1.27960346380785°E 511 msnm |                             |                     | Modifica les dades a Wikidata |
|        | cabana del Joan de Cos | la Cardosa          | cabana       | Estat: ruïnós                | 41° 41′ 43″ N, 1° 15′ 51″ E / 41.6951708317204°N,1.26413335586379°E 528 msnm |                             |                     | Modifica les dades a Wikidata |
|        | cabana del Llobregat   | Vergós              | cabana       | Estat: ruïnós                | 41° 40′ 20″ N, 1° 19′ 23″ E / 41.6721049945886°N,1.32297855099188°E 599 msnm |                             |                     | Modifica les dades a Wikidata |
|        | cabana del Marrades    | la Cardosa          | cabana       |                              | 41° 41′ 22″ N, 1° 15′ 04″ E / 41.6895339364629°N,1.25115162982372°E 502 msnm |                             |                     | Modifica les dades a Wikidata |
|        | cabana del Miró        | la Cardosa          | cabana       |                              | 41° 41′ 04″ N, 1° 14′ 48″ E / 41.6844649949903°N,1.24654305745339°E 501 msnm |                             |                     | Modifica les dades a Wikidata |
|        | cabana del Molins      | Cervera             | cabana       |                              | 41° 41′ 01″ N, 1° 15′ 37″ E / 41.6835843098018°N,1.26029981070733°E 508 msnm |                             |                     | Modifica les dades a Wikidata |
|        | cabana del Perelló     | Vergós              | cabana       | Estat: ruïnós                | 41° 40′ 10″ N, 1° 18′ 55″ E / 41.6693726168212°N,1.31536172072853°E 541 msnm |                             |                     | Modifica les dades a Wikidata |
|        | cabana del Perera      | Cervera             | cabana       |                              | 41° 40′ 09″ N, 1° 19′ 01″ E / 41.6692502081102°N,1.31684240210698°E          |                             |                     | Modifica les dades a Wikidata |
|        | cabana del Pont        | Vergós              | cabana       |                              | 41° 40′ 42″ N, 1° 18′ 35″ E / 41.6784508158457°N,1.30980280391029°E 585 msnm |                             |                     | Modifica les dades a Wikidata |
|        | cabana del Porredó     | la Cardosa          | cabana       | Estat: enderrocat o destruït | 41° 41′ 12″ N, 1° 15′ 09″ E / 41.6867339206959°N,1.25240498282557°E          |                             |                     | Modifica les dades a Wikidata |
|        | cabana del Pous        | Cervera             | cabana       |                              | 41° 42′ 02″ N, 1° 16′ 47″ E / 41.7004652528754°N,1.27960217479039°E          |                             |                     | Modifica les dades a Wikidata |
|        | cabana del Raïc        | la Cardosa          | cabana       | Estat: ruïnós                | 41° 41′ 31″ N, 1° 14′ 33″ E / 41.6919979390644°N,1.24263741827607°E 491 msnm |                             |                     | Modifica les dades a Wikidata |
|        | cabana del Recasens    | la Prenyanosa       | cabana       |                              | 41° 43′ 14″ N, 1° 18′ 06″ E / 41.7205091417998°N,1.3016681923626°E 527 msnm  |                             |                     | Modifica les dades a Wikidata |
|        | cabana del Ricardo     | la Cardosa          | cabana       |                              | 41° 41′ 42″ N, 1° 15′ 36″ E / 41.6949172620114°N,1.25987419517184°E 517 msnm |                             |                     | Modifica les dades a Wikidata |
|        | cabana del Riu         | Castellnou d'Oluges | cabana       | Estat: ruïnós                | 41° 42′ 07″ N, 1° 17′ 36″ E / 41.701972°N,1.293199°E 513 msnm                |                             |                     | Modifica les dades a Wikidata |
|        | cabana del Roca        | la Prenyanosa       | cabana       |                              | 41° 43′ 27″ N, 1° 17′ 58″ E / 41.7240593223709°N,1.29933853147369°E 487 msnm |                             |                     | Modifica les dades a Wikidata |
|        | cabana del Rosset      | la Cardosa          | cabana       | Estat: ruïnós                | 41° 41′ 17″ N, 1° 14′ 37″ E / 41.6880776245672°N,1.24365732526061°E 495 msnm |                             |                     | Modifica les dades a Wikidata |
|        | cabana del Savall      | la Prenyanosa       | cabana       | Estat: ruïnós                | 41° 44′ 02″ N, 1° 18′ 59″ E / 41.7339672201533°N,1.3165001378248°E 546 msnm  |                             |                     | Modifica les dades a Wikidata |
|        | cabana del Tinco       | Vergós              | cabana       |                              | 41° 39′ 58″ N, 1° 19′ 51″ E / 41.6660411225734°N,1.33085936642807°E 577 msnm |                             |                     | Modifica les dades a Wikidata |
|        | cabana del Travila     | la Cardosa          | cabana       | Estat: ruïnós                | 41° 41′ 37″ N, 1° 16′ 00″ E / 41.6936142947502°N,1.26662660649393°E 531 msnm |                             |                     | Modifica les dades a Wikidata |
|        | cabana del Vendrell    | la Prenyanosa       | cabana       |                              | 41° 42′ 34″ N, 1° 17′ 03″ E / 41.7095410906678°N,1.28422808009461°E 490 msnm |                             |                     | Modifica les dades a Wikidata |
|        | cabana del Vilardosa   | Cervera             | cabana       |                              | 41° 41′ 18″ N, 1° 17′ 50″ E / 41.688228204513°N,1.29733896059213°E 490 msnm  |                             |                     | Modifica les dades a Wikidata |
|        | cabana dels Caçadors   | Cervera             | cabana       |                              | 41° 40′ 27″ N, 1° 15′ 14″ E / 41.6742200361808°N,1.25394492128486°E          |                             |                     | Modifica les dades a Wikidata |
|        | cabana dels Vinyals    | la Cardosa          | cabana       |                              | 41° 41′ 02″ N, 1° 14′ 10″ E / 41.6837924485941°N,1.23614452624965°E 481 msnm |                             |                     | Modifica les dades a Wikidata |
|        | cabanes dels Donats    | Vergós              | cabana       |                              | 41° 39′ 54″ N, 1° 19′ 29″ E / 41.6648627796627°N,1.32477605640619°E 615 msnm |                             |                     | Modifica les dades a Wikidata |
|        | cobert del Perella     | Vergós              | cabana       |                              | 41° 40′ 05″ N, 1° 18′ 39″ E / 41.6681000742024°N,1.3108904457926°E 532 msnm  |                             |                     | Modifica les dades a Wikidata |
|        | cobert del Xel         | Malgrat             | cabana       |                              | 41° 42′ 40″ N, 1° 18′ 03″ E / 41.7110202394105°N,1.30072807866419°E 492 msnm |                             |                     | Modifica les dades a Wikidata |
|        | corral del Franquesa   | la Cardosa          | cabana       | Estat: ruïnós                | 41° 42′ 00″ N, 1° 16′ 00″ E / 41.6998827490245°N,1.26661446634566°E 522 msnm |                             |                     | Modifica les dades a Wikidata |
|        | els Cupets del Comte   | Cervera             | cabana       | Estat: ruïnós                | 41° 38′ 24″ N, 1° 15′ 31″ E / 41.6400288117787°N,1.25857849156247°E 562 msnm |                             |                     | Modifica les dades a Wikidata |
|        | era del Melet          | Cervera             | cabana       |                              | 41° 41′ 31″ N, 1° 17′ 06″ E / 41.691971894484°N,1.28501961553877°E 552 msnm  |                             |                     | Modifica les dades a Wikidata |
|        | era del Segura         | Cervera             | cabana       |                              | 41° 40′ 36″ N, 1° 18′ 04″ E / 41.6765770308807°N,1.30122617650242°E 581 msnm |                             |                     | Modifica les dades a Wikidata |
|        | la Garnatxa            | Malgrat             | cabana       |                              | 41° 42′ 52″ N, 1° 18′ 31″ E / 41.7143162687636°N,1.30863487178197°E 497 msnm |                             |                     | Modifica les dades a Wikidata |
|        | la Pleta               | la Prenyanosa       | cabana       | 18th century                 | 41° 43′ 17″ N, 1° 18′ 08″ E / 41.721329°N,1.302146°E 527 msnm                | bé cultural d'interès local |                     | Modifica les dades a Wikidata |
|        | pallissa de l'Aldomà   | Castellnou d'Oluges | cabana       |                              | 41° 42′ 13″ N, 1° 17′ 41″ E / 41.703508720723°N,1.29465227564945°E 514 msnm  |                             |                     | Modifica les dades a Wikidata |
|        | pallissa de l'Oliva    | Castellnou d'Oluges | cabana       | Estat: ruïnós                | 41° 41′ 48″ N, 1° 17′ 17″ E / 41.6967476121159°N,1.28818542793048°E 535 msnm |                             |                     | Modifica les dades a Wikidata |
|        | pallissa del Camps     | la Prenyanosa       | cabana       |                              | 41° 42′ 40″ N, 1° 17′ 27″ E / 41.7110554027225°N,1.29095499003265°E 473 msnm |                             |                     | Modifica les dades a Wikidata |
|        | pallissa del Casajoana | Cervera             | cabana       |                              | 41° 38′ 59″ N, 1° 15′ 52″ E / 41.649672409604°N,1.26435896743322°E 503 msnm  |                             |                     | Modifica les dades a Wikidata |
|        | pallissa del Franquesa | Vergós              | cabana       |                              | 41° 40′ 46″ N, 1° 18′ 56″ E / 41.6793205116752°N,1.31566689115232°E 591 msnm |                             |                     | Modifica les dades a Wikidata |
|        | pallissa del Gener     | la Prenyanosa       | cabana       | Estat: ruïnós                | 41° 42′ 35″ N, 1° 17′ 06″ E / 41.7098129439798°N,1.28494202772302°E 489 msnm |                             |                     | Modifica les dades a Wikidata |
|        | pallissa del Gomà      | la Cardosa          | cabana       | Estat: ruïnós                | 41° 41′ 52″ N, 1° 15′ 55″ E / 41.6977557385644°N,1.26532565246394°E 523 msnm |                             |                     | Modifica les dades a Wikidata |
|        | pallissa del Jordi     | la Prenyanosa       | cabana       |                              | 41° 42′ 11″ N, 1° 17′ 40″ E / 41.702958281072°N,1.29458269528876°E 512 msnm  |                             |                     | Modifica les dades a Wikidata |
|        | pallissa del Roig      | Castellnou d'Oluges | cabana       |                              | 41° 42′ 15″ N, 1° 17′ 42″ E / 41.7041543624557°N,1.29506788002739°E 515 msnm |                             |                     | Modifica les dades a Wikidata |
|        | pallissa del Rovira    | Malgrat             | cabana       |                              | 41° 42′ 44″ N, 1° 18′ 04″ E / 41.7122335921035°N,1.30116489797604°E 487 msnm |                             |                     | Modifica les dades a Wikidata |
|        | pallissa del Tribó     | Cervera             | cabana       |                              | 41° 40′ 48″ N, 1° 14′ 52″ E / 41.6799373784194°N,1.24790345290346°E 508 msnm |                             |                     | Modifica les dades a Wikidata |

## cabana de volta
| imatge | Nom                                        | Ubicat a | instància de    | Detalls      | coordenades                                    | Protecció                   | Commons (més fotos)         | Dades a WD                    |
| ------ | ------------------------------------------ | -------- | --------------- | ------------ | ---------------------------------------------- | --------------------------- | --------------------------- | ----------------------------- |
|        | Cabana de volta de la carretera d'Agramunt | Cervera  | cabana de volta | 18th century | ca:Paratge les Moles                           | bé cultural d'interès local |                             | Modifica les dades a Wikidata |
|        | Cabana de volta prop de Sant Pere el Gros  | Cervera  | cabana de volta | 18th century |                                                | bé cultural d'interès local |                             | Modifica les dades a Wikidata |
|        | Cabana de volta prop de Santa Magdalena    | Cervera  | cabana de volta | 18th century | ca:Paratge de Santa Magdalena                  | bé cultural d'interès local |                             | Modifica les dades a Wikidata |
|        | Cabanes de volta                           | Cervera  | cabana de volta | 18th century | ca:Granyena, Castellnou, Sant Miquel de Tudela | bé cultural d'interès local | Cabanes de volta de Cervera | Modifica les dades a Wikidata |

## carrer
| imatge | Nom                                    | Ubicat a            | instància de                      | Detalls                                           | coordenades                                                                                           | Protecció                                  | Commons (més fotos)                     | Dades a WD                    |
| ------ | -------------------------------------- | ------------------- | --------------------------------- | ------------------------------------------------- | --- | ------------------------------------------ | --------------------------------------- | ----------------------------- |
|        | Carrer Buida-sacs                      | Cervera             | carrer                            | Estil: arquitectura popular                       | 41° 39′ 59″ N, 1° 16′ 13″ E / 41.666284°N,1.270387°E 520 msnm                                         | bé integrant del patrimoni cultural català | Carrer Buida-sacs (Cervera)             | Modifica les dades a Wikidata |
|        | Carrer Graus                           | Castellnou d'Oluges | carrer                            | Estil: arquitectura popular 10th century          | 41° 42′ 12″ N, 1° 17′ 53″ E / 41.703341°N,1.298098°E 504 msnm                                         | bé cultural d'interès local                | Carrer Graus                            | Modifica les dades a Wikidata |
|        | Carrer Major de Cervera                | Cervera             | carrer                            |                                                   | 41° 39′ 59″ N, 1° 16′ 18″ E / 41.666506°N,1.271678°E 543 msnm                                         |                                            | Carrer Major de Cervera                 | Modifica les dades a Wikidata |
|        | Carrer Sabater                         | Cervera             | carrer                            | Estil: arquitectura popular                       | 41° 39′ 59″ N, 1° 16′ 17″ E / 41.666522°N,1.271258°E 540 msnm                                         | bé cultural d'interès local                | Carrer Sabater                          | Modifica les dades a Wikidata |
|        | Carrer Sebolleria                      | Cervera             | carrer                            | Estil: arquitectura popular                       | 41° 39′ 55″ N, 1° 16′ 16″ E / 41.665157°N,1.271234°E 537 msnm                                         | bé integrant del patrimoni cultural català | Carrer Sebolleria (Cervera)             | Modifica les dades a Wikidata |
|        | Carrer de l'Esperanto                  | Cervera             | carrer objecte Zamenhof-Esperanto | Anomenat per: esperanto                           | 41° 40′ 18″ N, 1° 16′ 03″ E / 41.671704°N,1.267569°E                                                  |                                            |                                         | Modifica les dades a Wikidata |
|        | Continuació del carreró de les Bruixes | Cervera             | carrer                            |                                                   | | bé cultural d'interès local                | Continuació del carreró de les Bruixes  | Modifica les dades a Wikidata |
|        | Porxos del carrer Major de Cervera     | Cervera             | carrer                            | Estil: arquitectura romànica arquitectura barroca | 41° 39′ 59″ N, 1° 16′ 18″ E / 41.666506°N,1.271678°E ca:Carrer Major 542 msnm                         | bé cultural d'interès local                | Porxos del carrer Major de Cervera      | Modifica les dades a Wikidata |
|        | avinguda d'Agramunt                    | Cervera             | carrer                            | 19th century                                      | 41° 40′ 27″ N, 1° 16′ 14″ E / 41.6742°N,1.2705°E 545 msnm                                             | bé cultural d'interès local                | Avinguda d'Agramunt (Cervera)           | Modifica les dades a Wikidata |
|        | carrer del Call                        | Cervera             | carrer                            | Estil: arquitectura popular                       | 41° 40′ 11″ N, 1° 16′ 24″ E / 41.6698°N,1.273236°E 543 msnm                                           | bé integrant del patrimoni cultural català | Carrer del Call (Cervera)               | Modifica les dades a Wikidata |
|        | carreró de les Bruixes                 | Cervera             | carrer                            | 13rd century                                      | 41° 39′ 58″ N, 1° 16′ 19″ E / 41.666182°N,1.27182°E ca:Carreró de les Bruixes 543 msnm                | bé cultural d'interès local                | Carrer de les Bruixes (Cervera)         | Modifica les dades a Wikidata |
|        | carreró del Teco                       | Cervera             | carrer                            |                                                   | 41° 40′ 04″ N, 1° 16′ 20″ E / 41.66788°N,1.27231°E ca:Cró. del Teco, entre c. Major i c. Nou 543 msnm | bé cultural d'interès local                | Carreró del Teco                        | Modifica les dades a Wikidata |
|        | passeig de l'Estació i fanals          | Cervera             | carrer                            | 20th century                                      | 41° 40′ 23″ N, 1° 16′ 25″ E / 41.673°N,1.2736°E ca:Pg. de l'Estació 550 msnm                          | bé cultural d'interès local                | Passeig de l'Estació i fanals (Cervera) | Modifica les dades a Wikidata |

## casa
| imatge | Nom                                                                | Ubicat a      | instància de | Detalls                                          | coordenades                                                                                               | Protecció                                  | Commons (més fotos)                                                          | Dades a WD                    |
| ------ | ------------------------------------------------------------------ | ------------- | ------------ | ------------------------------------------------ | --- | ------------------------------------------ | ---------------------------------------------------------------------------- | ----------------------------- |
|        | Ca l'A                                                             | Cervera       | casa         | Estil: arquitectura eclèctica 19th century       | 41° 40′ 16″ N, 1° 16′ 26″ E / 41.671087°N,1.27385°E ca:Plaça de la Universitat, 41 546 msnm               | bé cultural d'interès local                | Ca l'A                                                                       | Modifica les dades a Wikidata |
|        | Ca l'Agulló                                                        | Cervera       | casa         | Estil: arquitectura popular 18th century         | 41° 40′ 03″ N, 1° 16′ 18″ E / 41.667606°N,1.271763°E ca:Carrer Major, 69 543 msnm                         | bé cultural d'interès local                | Ca l'Agulló (Cervera)                                                        | Modifica les dades a Wikidata |
|        | Ca l'Aldomà                                                        | Cervera       | casa         | Estil: arquitectura del Renaixement 16th century | 41° 40′ 04″ N, 1° 16′ 19″ E / 41.66776°N,1.27186°E ca:C. Major, 77 543 msnm                               | bé cultural d'interès local                | Ca l'Aldomà                                                                  | Modifica les dades a Wikidata |
|        | Ca l'Alsina                                                        | Cervera       | casa         | Estil: arquitectura popular 18th century         | 41° 39′ 57″ N, 1° 16′ 16″ E / 41.665933°N,1.271174°E ca:Carrer Major, 1, Cervera 542 msnm                 | bé cultural d'interès local                | Ca l'Alsina (Cervera)                                                        | Modifica les dades a Wikidata |
|        | Ca l'Elena                                                         | Malgrat       | casa         | 18th century                                     | 41° 42′ 35″ N, 1° 18′ 03″ E / 41.70977569249773°N,1.3007725502880831°E ca:C. del Forn 515 msnm            | bé cultural d'interès local                | Ca l'Elena (Cervera)                                                         | Modifica les dades a Wikidata |
|        | Cal Bacardi                                                        | Cervera       | casa         | Estil: arquitectura popular                      | 41° 39′ 55″ N, 1° 16′ 16″ E / 41.665192°N,1.271125°E ca:Carrer de Sebolleria, 2 535 msnm                  | bé cultural d'interès local                | Cal Bacardi (Cervera)                                                        | Modifica les dades a Wikidata |
|        | Cal Boronat                                                        | Cervera       | casa         | Estil: arquitectura popular                      | 41° 39′ 55″ N, 1° 16′ 17″ E / 41.665383°N,1.27127°E ca:Carrer de Sebolleria, 9 537 msnm                   | bé cultural d'interès local                | Cal Boronat (Cervera)                                                        | Modifica les dades a Wikidata |
|        | Cal Canalde                                                        | Cervera       | casa         | Estil: arquitectura popular                      | 41° 40′ 04″ N, 1° 16′ 18″ E / 41.667679°N,1.271785°E ca:Carrer Major, 73 543 msnm                         | bé cultural d'interès local                | Habitatge al carrer Major, 73                                                | Modifica les dades a Wikidata |
|        | Cal Civit                                                          | Cervera       | casa         | 17th century                                     | 41° 40′ 00″ N, 1° 16′ 18″ E / 41.66677°N,1.27174°E ca:C. Major, 43 542 msnm                               | bé cultural d'interès local                | Cal Civit (Cervera)                                                          | Modifica les dades a Wikidata |
|        | Cal Comalada                                                       | Malgrat       | casa         | 18th century                                     | 41° 42′ 34″ N, 1° 18′ 03″ E / 41.70951699283629°N,1.300894140651249°E ca:C. Major 515 msnm                | bé cultural d'interès local                | Cal Comalada                                                                 | Modifica les dades a Wikidata |
|        | Cal Condomines                                                     | Cervera       | casa         | 18th century                                     | 41° 39′ 57″ N, 1° 16′ 15″ E / 41.66571°N,1.27081°E ca:Pl. Major, 3-4 542 msnm                             | bé cultural d'interès local                | Cal Condomines                                                               | Modifica les dades a Wikidata |
|        | Cal Degà                                                           | Cervera       | casa         | 18th century                                     | 41° 40′ 00″ N, 1° 16′ 19″ E / 41.66675°N,1.27181°E ca:C. Major, 46-48 542 msnm                            | bé cultural d'interès local                | Cal Degà                                                                     | Modifica les dades a Wikidata |
|        | Cal Delfín                                                         | Cervera       | casa         | 19th century                                     | 41° 40′ 16″ N, 1° 16′ 22″ E / 41.671°N,1.2728°E ca:C. Combat, 24 544 msnm                                 | bé cultural d'interès local                | Cal Delfin (Cervera)                                                         | Modifica les dades a Wikidata |
|        | Cal Fonoll                                                         | Cervera       | casa         | 18th century                                     | 41° 40′ 07″ N, 1° 16′ 19″ E / 41.66853°N,1.272°E ca:C. Major, 108 544 msnm                                | bé cultural d'interès local                | Cal Fonoll (Cervera)                                                         | Modifica les dades a Wikidata |
|        | Cal Fornells                                                       | Cervera       | casa         | 18th century                                     | 41° 40′ 10″ N, 1° 16′ 21″ E / 41.66954°N,1.2725°E ca:C. Santa Anna, 2 542 msnm                            | bé cultural d'interès local                | Cal Fornells                                                                 | Modifica les dades a Wikidata |
|        | Cal Gasol                                                          | Cervera       | casa         | Estil: arquitectura popular                      | 41° 39′ 58″ N, 1° 16′ 17″ E / 41.666139°N,1.271265°E ca:C. Major, 11 543 msnm                             | bé integrant del patrimoni cultural català |                                                                              | Modifica les dades a Wikidata |
|        | Cal Giral                                                          | Cervera       | casa         | 18th century                                     | 41° 39′ 57″ N, 1° 16′ 16″ E / 41.66585°N,1.27121°E ca:Pl. Major, 13-14 542 msnm                           | bé cultural d'interès local                | Cal Giral (Cervera)                                                          | Modifica les dades a Wikidata |
|        | Cal Grioles                                                        | Cervera       | casa         | 19th century                                     | 41° 40′ 07″ N, 1° 16′ 19″ E / 41.66863°N,1.27194°E ca:C. Major, 105 544 msnm                              | bé cultural d'interès local                | Casa Grioles                                                                 | Modifica les dades a Wikidata |
|        | Cal Jordana                                                        | Cervera       | casa         | 18th century                                     | 41° 40′ 06″ N, 1° 16′ 19″ E / 41.66841°N,1.27198°E ca:C. Major, 104 544 msnm                              | bé cultural d'interès local                | Cal Jordana (Cervera)                                                        | Modifica les dades a Wikidata |
|        | Cal Julià                                                          | Cervera       | casa         | Estil: arquitectura popular                      | 41° 39′ 57″ N, 1° 16′ 16″ E / 41.665963°N,1.27117°E ca:Plaça Major, 10, Cervera 542 msnm                  | bé cultural d'interès local                | Cal Julià (Cervera)                                                          | Modifica les dades a Wikidata |
|        | Cal Lloberes                                                       | Cervera       | casa         | 18th century                                     | 41° 39′ 59″ N, 1° 16′ 18″ E / 41.66636°N,1.27164°E ca:C. Major, 26 542 msnm                               | bé cultural d'interès local                | Cal Lloberes (Cervera)                                                       | Modifica les dades a Wikidata |
|        | Cal Llobet                                                         | Cervera       | casa         | Estil: arquitectura popular                      | 41° 39′ 57″ N, 1° 16′ 16″ E / 41.665933°N,1.271015°E ca:Plaça Major, 8 542 msnm                           | bé cultural d'interès local                | Cal Llobet (Cervera)                                                         | Modifica les dades a Wikidata |
|        | Cal Lucaya                                                         | Cervera       | casa         | Estil: arquitectura modernista 19th century      | 41° 40′ 05″ N, 1° 16′ 19″ E / 41.668093°N,1.271983°E ca:Carrer Major, 94 544 msnm                         | bé cultural d'interès local                | Casa Antonio Lucaya Ymbert                                                   | Modifica les dades a Wikidata |
|        | Cal Majà                                                           | Malgrat       | casa         | 16th century                                     | 41° 42′ 34″ N, 1° 18′ 02″ E / 41.7094°N,1.30063°E 503 msnm                                                | bé cultural d'interès local                |                                                                              | Modifica les dades a Wikidata |
|        | Cal Masover                                                        | Malgrat       | casa         | 18th century                                     | 41° 42′ 35″ N, 1° 18′ 02″ E / 41.70977°N,1.30045°E ca:C. del Forn 504 msnm                                | bé cultural d'interès local                | Cal Masover (Malgrat)                                                        | Modifica les dades a Wikidata |
|        | Cal Moixó                                                          | Cervera       | casa         | 18th century                                     | 41° 39′ 56″ N, 1° 16′ 14″ E / 41.665661°N,1.270529°E ca:C. Sant Domènec, 20 542 msnm                      | bé cultural d'interès local                | Cal Moixó (Cervera)                                                          | Modifica les dades a Wikidata |
|        | Cal Moliner                                                        | Malgrat       | casa         |                                                  | 41° 42′ 34″ N, 1° 18′ 02″ E / 41.70954919881343°N,1.3005378700084087°E ca:C. de l'Església 492 msnm       | bé cultural d'interès local                | Cal Moliner (Malgrat, Cervera)                                               | Modifica les dades a Wikidata |
|        | Cal Ninot                                                          | Cervera       | casa         | 18th century                                     | 41° 39′ 57″ N, 1° 16′ 15″ E / 41.66579°N,1.27091°E ca:Pl. Major, 6 542 msnm                               | bé cultural d'interès local                | Cal Ninot (Cervera)                                                          | Modifica les dades a Wikidata |
|        | Cal Nuix                                                           | Cervera       | casa         | 18th century                                     | 41° 39′ 56″ N, 1° 16′ 13″ E / 41.665442°N,1.270303°E ca:C. Santa Maria, 21 541 msnm                       | bé cultural d'interès local                | Cal Nuix (Cervera)                                                           | Modifica les dades a Wikidata |
|        | Cal Pantorrillo                                                    | Cervera       | casa         | Estil: arquitectura popular 17th century         | 41° 39′ 59″ N, 1° 16′ 18″ E / 41.66646°N,1.27162°E ca:C. Major, 25-27 542 msnm                            | bé cultural d'interès local                | Cal Pantorrillo                                                              | Modifica les dades a Wikidata |
|        | Cal Po                                                             | Cervera       | casa         | 19th century                                     | 41° 40′ 04″ N, 1° 16′ 19″ E / 41.66781°N,1.27193°E ca:C. Major, 82 544 msnm                               | bé cultural d'interès local                | Cal Po (Cervera)                                                             | Modifica les dades a Wikidata |
|        | Cal Porredon                                                       | Cervera       | casa         | Estil: arquitectura popular                      | 41° 39′ 57″ N, 1° 16′ 15″ E / 41.665864°N,1.270915°E ca:Plaça Major, 7 542 msnm                           | bé cultural d'interès local                | Cal Porredon (Cervera)                                                       | Modifica les dades a Wikidata |
|        | Cal Ranci                                                          | Cervera       | casa         | Estil: noucentisme 20th century                  | 41° 40′ 11″ N, 1° 16′ 22″ E / 41.6698°N,1.27268°E ca:C. Santa Anna, 15 544 msnm                           | bé cultural d'interès local                | Cal Ranci (Cervera)                                                          | Modifica les dades a Wikidata |
|        | Cal Sabí                                                           | Cervera       | casa         | 18th century                                     | 41° 40′ 05″ N, 1° 16′ 19″ E / 41.668°N,1.27188°E ca:C. Major, 85 544 msnm                                 | bé cultural d'interès local                | Cal Sabí (Cervera)                                                           | Modifica les dades a Wikidata |
|        | Cal Trompeti                                                       | Cervera       | casa         | Estil: arquitectura popular 18th century         | 41° 40′ 02″ N, 1° 16′ 19″ E / 41.667135°N,1.27189°E ca:Carrar Major, 62 543 msnm                          | bé cultural d'interès local                | Cal Trompeti (Cervera)                                                       | Modifica les dades a Wikidata |
|        | Cal Trullols i casa al número 7                                    | Cervera       | casa         | 18th century                                     | 41° 39′ 58″ N, 1° 16′ 17″ E / 41.66607°N,1.27132°E ca:C. Major, 7-9 542 msnm                              | bé cultural d'interès local                | Cal Trullols i casa al número 7                                              | Modifica les dades a Wikidata |
|        | Cal Xuclà                                                          | Cervera       | casa         | 19th century                                     | 41° 40′ 06″ N, 1° 16′ 19″ E / 41.6682°N,1.27196°E ca:C. Major, 96 544 msnm                                | bé cultural d'interès local                | Cal Xuclà (Cervera)                                                          | Modifica les dades a Wikidata |
|        | Casa Albareda                                                      | Cervera       | casa         | 20th century                                     | 41° 40′ 19″ N, 1° 16′ 27″ E / 41.67187°N,1.2741°E ca:C. Guinedilda, 19 547 msnm                           | bé cultural d'interès local                | Casa Albareda                                                                | Modifica les dades a Wikidata |
|        | Casa Bac                                                           | Cervera       | casa         | Estil: noucentisme 20th century                  | 41° 40′ 12″ N, 1° 16′ 24″ E / 41.670116°N,1.273242°E ca:Plaça de Sant Miquel, 12 544 msnm                 | bé cultural d'interès local                | Casa Bac (Cervera)                                                           | Modifica les dades a Wikidata |
|        | Casa Camacho                                                       | Cervera       | casa         | 20th century                                     | 41° 40′ 10″ N, 1° 16′ 21″ E / 41.66957°N,1.27244°E ca:C. Santa Anna, 1 542 msnm                           | bé cultural d'interès local                | Casa Camacho (Cervera)                                                       | Modifica les dades a Wikidata |
|        | Casa Dalmases                                                      | Cervera       | casa         | Estil: arquitectura popular 18th century         | 41° 40′ 05″ N, 1° 16′ 19″ E / 41.668148°N,1.271839°E ca:Major, 87-89 544 msnm                             | bé cultural d'interès local                | Casa Dalmases                                                                | Modifica les dades a Wikidata |
|        | Casa Fasson                                                        | Cervera       | casa         | 18th century                                     | 41° 40′ 07″ N, 1° 16′ 19″ E / 41.66869°N,1.27195°E ca:C. Major, 107 544 msnm                              | bé cultural d'interès local                | Casa Fasson                                                                  | Modifica les dades a Wikidata |
|        | Casa Johan                                                         | Cervera       | casa         | Estil: gòtic tardà 16th century                  | 41° 40′ 05″ N, 1° 16′ 19″ E / 41.668119°N,1.272026°E ca:Carrer Major, 44 544 msnm                         | bé cultural d'interès local                | Casa Johan (Cervera)                                                         | Modifica les dades a Wikidata |
|        | Casa Montaner                                                      | Cervera       | casa         | Estil: arquitectura popular 18th century         | 41° 40′ 08″ N, 1° 16′ 20″ E / 41.668913°N,1.272119°E ca:Carrer Major, 122 544 msnm                        | bé cultural d'interès local                | Casa Montaner (Cervera)                                                      | Modifica les dades a Wikidata |
|        | Casa Montiu                                                        | Cervera       | casa         | Estil: arquitectura barroca 17th century         | 41° 40′ 11″ N, 1° 16′ 22″ E / 41.66981°N,1.272908°E ca:Carrer de Santa Anna, 12 544 msnm                  | bé cultural d'interès local                | Casa Montiu (Cervera)                                                        | Modifica les dades a Wikidata |
|        | Casa Navés                                                         | Cervera       | casa         | Estil: arquitectura popular                      | 41° 40′ 03″ N, 1° 16′ 19″ E / 41.667572°N,1.27182°E ca:C. Major, 76 543 msnm                              | bé integrant del patrimoni cultural català | Casa Navés                                                                   | Modifica les dades a Wikidata |
|        | Casa Pedrolo                                                       | Cervera       | casa         | Estil: arquitectura popular 19th century         | 41° 40′ 03″ N, 1° 16′ 18″ E / 41.66738°N,1.271709°E ca:Carrer Major, 61 543 msnm                          | bé cultural d'interès local                | Casa Pedrolo                                                                 | Modifica les dades a Wikidata |
|        | Casa Solsona                                                       | Cervera       | casa         | Estil: modernisme català 19th century            | 41° 40′ 02″ N, 1° 16′ 18″ E / 41.66723°N,1.27176°E ca:C. Major, 55 543 msnm                               | bé cultural d'interès local                | Casa Solsona                                                                 | Modifica les dades a Wikidata |
|        | Casa Sostres                                                       | Cervera       | casa         | Estil: arquitectura eclèctica 19th century       | | bé integrant del patrimoni cultural català |                                                                              | Modifica les dades a Wikidata |
|        | Casa Vera                                                          | Cervera       | casa         | Estil: arquitectura popular                      | 41° 40′ 11″ N, 1° 16′ 19″ E / 41.669708°N,1.271965°E ca:Plaça de Santa Anna, 3 542 msnm                   | bé cultural d'interès local                | Casa Vera (Cervera)                                                          | Modifica les dades a Wikidata |
|        | Casa a la Prenyanosa I                                             | la Prenyanosa | casa         | Estil: arquitectura popular 17th century         | 41° 42′ 43″ N, 1° 17′ 24″ E / 41.711906°N,1.290023°E 481 msnm                                             | bé cultural d'interès local                |                                                                              | Modifica les dades a Wikidata |
|        | Casa a la Prenyanosa II                                            | la Prenyanosa | casa         | Estil: arquitectura popular 18th century         | 41° 42′ 42″ N, 1° 17′ 23″ E / 41.71175546567387°N,1.289860788188556°E                                     | bé cultural d'interès local                |                                                                              | Modifica les dades a Wikidata |
|        | Casa de Queràs I                                                   | la Prenyanosa | casa         | 18th century                                     | 41° 43′ 56″ N, 1° 19′ 21″ E / 41.732277579063435°N,1.322411263744826°E ca:Llogaret de Queràs 569 msnm     | bé cultural d'interès local                | Casa de Queràs I                                                             | Modifica les dades a Wikidata |
|        | Casa de Queràs II                                                  | la Prenyanosa | casa         | 18th century                                     | 41° 43′ 57″ N, 1° 19′ 23″ E / 41.73240536191165°N,1.322983735108808°E ca:Llogaret de Queràs 569 msnm      | bé cultural d'interès local                |                                                                              | Modifica les dades a Wikidata |
|        | Casa de Queràs III                                                 | la Prenyanosa | casa         | 18th century                                     | 41° 43′ 56″ N, 1° 19′ 22″ E / 41.732308°N,1.3227°E ca:Llogaret de Queràs 569 msnm                         | bé cultural d'interès local                |                                                                              | Modifica les dades a Wikidata |
|        | Casa del Marquès de Capmany                                        | Cervera       | casa         | 18th century                                     | 41° 40′ 02″ N, 1° 16′ 18″ E / 41.66711°N,1.27175°E ca:C. Major, 53 542 msnm                               | bé cultural d'interès local                | Casa del Marquès de Capmany                                                  | Modifica les dades a Wikidata |
|        | Casa la Barceloneta                                                | Cervera       | casa         | Estil: arquitectura barroca                      | 41° 40′ 10″ N, 1° 16′ 19″ E / 41.669398°N,1.272058°E ca:Plaça de Santa Anna, 1 542 msnm                   | bé integrant del patrimoni cultural català | Casa la Barceloneta (Cervera)                                                | Modifica les dades a Wikidata |
|        | Cases enteses com a front edificatori                              | Cervera       | casa         | 16th century                                     | 41° 39′ 56″ N, 1° 16′ 32″ E / 41.665521°N,1.275591°E ca:Camí de Sant Francesc 480 msnm                    | bé cultural d'interès local                | Cases enteses com a front edificatori                                        | Modifica les dades a Wikidata |
|        | Habitatge al carrer Major                                          | Cervera       | casa         | Estil: arquitectura popular 18th century         | ca:C. Major                                                                                               | bé integrant del patrimoni cultural català |                                                                              | Modifica les dades a Wikidata |
|        | Habitatge amb tribuna de J. Vilaseca Rivera a la plaça Sant Miquel | Cervera       | casa         | 20th century                                     | 41° 40′ 13″ N, 1° 16′ 24″ E / 41.67017°N,1.27332°E ca:Pl. Sant Miquel, 10-11 546 msnm                     | bé cultural d'interès local                | Habitatge amb tribuna de J. Vilaseca Rivera a la plaça Sant Miquel (Cervera) | Modifica les dades a Wikidata |
|        | Habitatge amb tribuna de J. Vilaseca Rivera al carrer Guinedilda   | Cervera       | casa         | 20th century                                     | 41° 40′ 18″ N, 1° 16′ 27″ E / 41.67167°N,1.27405°E ca:C. General Güell, 13 546 msnm                       | bé cultural d'interès local                | Habitatge amb tribuna de J. Vilaseca Rivera al carrer Guinedilda (Cervera)   | Modifica les dades a Wikidata |
|        | Habitatge amb tribuna de J. Vilaseca Rivera al carrer Victòria     | Cervera       | casa         | 20th century                                     | 41° 40′ 20″ N, 1° 16′ 17″ E / 41.67216°N,1.27142°E ca:C. Victòria, 19 549 msnm                            | bé cultural d'interès local                | Habitatge amb tribuna de J. Vilaseca Rivera al carrer Victòria (Cervera)     | Modifica les dades a Wikidata |
|        | Torre Gomà                                                         | Cervera       | casa         | 20th century                                     | 41° 40′ 16″ N, 1° 16′ 15″ E / 41.67116°N,1.27091°E ca:Av. Catalunya, 57 542 msnm                          | bé cultural d'interès local                | Torre Gomà                                                                   | Modifica les dades a Wikidata |
|        | Torre Lafargue                                                     | Cervera       | casa         | Estil: noucentisme 20th century                  | 41° 40′ 21″ N, 1° 16′ 22″ E / 41.67257°N,1.27291°E ca:Pg. de l'Estació, 16 551 msnm                       | bé cultural d'interès local                | Torre Lafargue                                                               | Modifica les dades a Wikidata |
|        | Torre al passeig de l'Estació, 7                                   | Cervera       | casa         | 20th century                                     | 41° 40′ 22″ N, 1° 16′ 22″ E / 41.67267°N,1.27266°E ca:Pg. de l'Estació, 7 551 msnm                        | bé cultural d'interès local                | Torre al passeig de l'Estació, 7 (Cervera)                                   | Modifica les dades a Wikidata |
|        | Torre de Ca l'Elies                                                | Cervera       | casa         | Estil: modernisme català 19th century            | 41° 40′ 23″ N, 1° 16′ 25″ E / 41.67292°N,1.27365°E ca:Pg. de l'Estació, 24 552 msnm                       | bé cultural d'interès local                | Torre de Ca l'Elies                                                          | Modifica les dades a Wikidata |
|        | Xalet Güell                                                        | Cervera       | casa         | Estil: modernisme català 20th century            | 41° 40′ 30″ N, 1° 16′ 37″ E / 41.674899°N,1.276917°E ca:C. Vidal de Montpalau 555 msnm                    | bé cultural d'interès local                | Xalet Güell (Cervera)                                                        | Modifica les dades a Wikidata |
|        | casa a l'entrada del carreró de les Bruixes                        | Cervera       | casa         | 18th century                                     | 41° 39′ 56″ N, 1° 16′ 17″ E / 41.66562740137155°N,1.2713939499648612°E ca:Carreró de les Bruixes 537 msnm | bé cultural d'interès local                | Casa a l'entrada del carreró de les Bruixes                                  | Modifica les dades a Wikidata |
|        | casa al carrer Josep Anselm Clavé, 4                               | Cervera       | casa         | Estil: arquitectura popular 20th century         | 41° 40′ 22″ N, 1° 16′ 27″ E / 41.67273°N,1.27412°E ca:C. Josep Anselm Clavé, 4 550 msnm                   | bé cultural d'interès local                | Casa al carrer Josep Anselm Clavé, 4                                         | Modifica les dades a Wikidata |
|        | casa al carrer Major, 17                                           | Cervera       | casa         | 18th century                                     | 41° 39′ 59″ N, 1° 16′ 17″ E / 41.6663°N,1.27151°E ca:C. Major, 17 543 msnm                                | bé cultural d'interès local                | Casa al carrer Major, 17 (Cervera)                                           | Modifica les dades a Wikidata |
|        | casa al carrer Major, 32                                           | Cervera       | casa         | 17th century                                     | 41° 39′ 59″ N, 1° 16′ 18″ E / 41.66651°N,1.27174°E ca:C. Major, 32 542 msnm                               | bé cultural d'interès local                | Casa al carrer Major, 32 (Cervera)                                           | Modifica les dades a Wikidata |
|        | casa al carrer Major, 65                                           | Cervera       | casa         | 19th century                                     | 41° 40′ 03″ N, 1° 16′ 18″ E / 41.66753°N,1.2718°E ca:C. Major, 65 543 msnm                                | bé cultural d'interès local                | Casa al carrer Major, 65 (Cervera)                                           | Modifica les dades a Wikidata |
|        | casa al carrer Major, 81                                           | Cervera       | casa         | 19th century                                     | 41° 40′ 04″ N, 1° 16′ 19″ E / 41.66789°N,1.27187°E ca:C. Major, 81 544 msnm                               | bé cultural d'interès local                | Casa al carrer Major, 81 (Cervera)                                           | Modifica les dades a Wikidata |
|        | habitatge a l'avinguda Catalunya, 88                               | Cervera       | casa         | 20th century                                     | 41° 40′ 18″ N, 1° 16′ 20″ E / 41.67153°N,1.27231°E ca:Av. Catalunya, 88 - c. Victòria 545 msnm            | bé cultural d'interès local                | Habitatge a l'avinguda Catalunya, 88 (Cervera)                               | Modifica les dades a Wikidata |
|        | habitatge a la carretera d'Agramunt, 20                            | Cervera       | casa         | 20th century                                     | 41° 40′ 27″ N, 1° 16′ 14″ E / 41.67418°N,1.27064°E ca:Av. d'Agramunt, 20 544 msnm                         | bé cultural d'interès local                | Habitatge a l'avinguda d'Agramunt, 20 (Cervera)                              | Modifica les dades a Wikidata |
|        | habitatge a la carretera d'Agramunt, 21                            | Cervera       | casa         | 20th century                                     | 41° 40′ 25″ N, 1° 16′ 15″ E / 41.67371°N,1.27077°E ca:Av. d'Agramunt, 21 546 msnm                         | bé cultural d'interès local                | Habitatge a l'avinguda d'Agramunt, 21 (Cervera)                              | Modifica les dades a Wikidata |
|        | habitatge a la carretera d'Agramunt, 23                            | Cervera       | casa         | 20th century                                     | 41° 40′ 26″ N, 1° 16′ 15″ E / 41.67379°N,1.27072°E ca:Av. d'Agramunt, 23 546 msnm                         | bé cultural d'interès local                | Habitatge a l'avinguda d'Agramunt, 23 (Cervera)                              | Modifica les dades a Wikidata |
|        | habitatge a la carretera d'Agramunt, 25                            | Cervera       | casa         | 20th century                                     | 41° 40′ 26″ N, 1° 16′ 14″ E / 41.67389°N,1.27066°E ca:Av. d'Agramunt, 25 545 msnm                         | bé cultural d'interès local                | Habitatge a l'avinguda d'Agramunt, 25 (Cervera)                              | Modifica les dades a Wikidata |
|        | habitatge a la carretera d'Agramunt, 27                            | Cervera       | casa         | 20th century                                     | 41° 40′ 27″ N, 1° 16′ 14″ E / 41.67408°N,1.27056°E ca:Av. d'Agramunt, 27 525 msnm                         | bé cultural d'interès local                | Habitatge a l'avinguda d'Agramunt, 27 (Cervera)                              | Modifica les dades a Wikidata |
|        | habitatge a la plaça Sant Miquel, 15                               | Cervera       | casa         | 19th century                                     | 41° 40′ 12″ N, 1° 16′ 23″ E / 41.67002°N,1.27311°E ca:Pl. Sant Miquel, 15 544 msnm                        | bé cultural d'interès local                |                                                                              | Modifica les dades a Wikidata |
|        | habitatge al carrer Buida-sacs, 2                                  | Cervera       | casa         | 19th century                                     | 41° 39′ 58″ N, 1° 16′ 15″ E / 41.666°N,1.27076°E ca:C. Buida-sacs, 2 540 msnm                             | bé cultural d'interès local                |                                                                              | Modifica les dades a Wikidata |
|        | habitatge al carrer Combat, 27-29                                  | Cervera       | casa         | 19th century                                     | 41° 40′ 16″ N, 1° 16′ 22″ E / 41.67103°N,1.27271°E ca:C. Combat, 27-29 545 msnm                           | bé cultural d'interès local                | Habitatge al carrer Combat, 27-29 (Cervera)                                  | Modifica les dades a Wikidata |
|        | habitatge al carrer Combat, 28                                     | Cervera       | casa         | 19th century                                     | 41° 40′ 16″ N, 1° 16′ 22″ E / 41.67117°N,1.27269°E ca:C. Combat, 28 545 msnm                              | bé cultural d'interès local                | Habitatge al carrer Combat, 28 (Cervera)                                     | Modifica les dades a Wikidata |
|        | habitatge al carrer Guinedilda, 10                                 | Cervera       | casa         | 18th century                                     | 41° 40′ 18″ N, 1° 16′ 27″ E / 41.67165°N,1.27413°E ca:C. Guinedilda, 10 546 msnm                          | bé cultural d'interès local                | Habitatge al carrer Guinedilda, 10 (Cervera)                                 | Modifica les dades a Wikidata |
|        | habitatge al carrer Guinedilda, 34                                 | Cervera       | casa         | 20th century                                     | 41° 40′ 20″ N, 1° 16′ 27″ E / 41.67218°N,1.27428°E ca:C. Guinedilda, 34 548 msnm                          | bé cultural d'interès local                | Habitatge al carrer Guinedilda, 34 (Cervera)                                 | Modifica les dades a Wikidata |
|        | habitatge al carrer Major, 109                                     | Cervera       | casa         | 18th century                                     | 41° 40′ 07″ N, 1° 16′ 19″ E / 41.66874°N,1.27196°E ca:C. Major, 109 544 msnm                              | bé cultural d'interès local                | Habitatge al carrer Major, 109 (Cervera)                                     | Modifica les dades a Wikidata |
|        | habitatge al carrer Major, 115                                     | Cervera       | casa         | 18th century                                     | 41° 40′ 08″ N, 1° 16′ 19″ E / 41.66893°N,1.27201°E ca:C. Major, 115 544 msnm                              | bé cultural d'interès local                | Habitatge al carrer Major, 115 (Cervera)                                     | Modifica les dades a Wikidata |
|        | habitatge al carrer Sant Domènec, 26                               | Cervera       | casa         | 18th century                                     | 41° 39′ 56″ N, 1° 16′ 14″ E / 41.665514°N,1.270442°E ca:C. Sant Domènec, 26 541 msnm                      | bé cultural d'interès local                | Habitatge al carrer Sant Domènec, 26 (Cervera)                               | Modifica les dades a Wikidata |
|        | habitatge al carrer Sant Domènec, 7                                | Cervera       | casa         | 18th century                                     | 41° 39′ 54″ N, 1° 16′ 15″ E / 41.66506°N,1.27076°E ca:C. Sant Domènec, 7 534 msnm                         | bé cultural d'interès local                | Habitatge al carrer Sant Domènec, 7 (Cervera)                                | Modifica les dades a Wikidata |
|        | habitatge al carrer Victòria, 13                                   | Cervera       | casa         | 19th century                                     | 41° 40′ 19″ N, 1° 16′ 18″ E / 41.67197°N,1.27164°E ca:C. Victòria, 13 549 msnm                            | bé cultural d'interès local                | Habitatge al carrer Victòria, 13 (Cervera)                                   | Modifica les dades a Wikidata |
|        | habitatge al carrer Victòria, 14-16                                | Cervera       | casa         | Estil: arquitectura popular 19th century         | 41° 40′ 19″ N, 1° 16′ 19″ E / 41.67203°N,1.27182°E ca:C. Victòria, 14-16 548 msnm                         | bé cultural d'interès local                | Habitatge al carrer Victòria, 14-16 (Cervera)                                | Modifica les dades a Wikidata |
|        | habitatge al carrer Victòria, 4                                    | Cervera       | casa         | 19th century                                     | 41° 40′ 18″ N, 1° 16′ 19″ E / 41.67176°N,1.27204°E ca:C. Victòria, 4 547 msnm                             | bé cultural d'interès local                | Habitatge al carrer Victòria, 4 (Cervera)                                    | Modifica les dades a Wikidata |
|        | habitatge al carrer Victòria, 7                                    | Cervera       | casa         | 19th century                                     | 41° 40′ 18″ N, 1° 16′ 19″ E / 41.67174°N,1.27191°E ca:C. Victòria, 7 547 msnm                             | bé cultural d'interès local                | Habitatge al carrer Victòria, 7 (Cervera)                                    | Modifica les dades a Wikidata |
|        | habitatge al carreró del Salí, 32                                  | Cervera       | casa         | 19th century                                     | 41° 40′ 08″ N, 1° 16′ 19″ E / 41.66901°N,1.27204°E ca:Carreró del Salí, 32 - c. Major, 119 543 msnm       | bé cultural d'interès local                | Habitatge al carreró del Salí, 32 (Cervera)                                  | Modifica les dades a Wikidata |
|        | habitatge al passeig de l'Estació, 28                              | Cervera       | casa         | Estil: noucentisme 19th century                  | 41° 40′ 23″ N, 1° 16′ 27″ E / 41.67312°N,1.27411°E ca:Pg. de l'Estació, 28 552 msnm                       | bé cultural d'interès local                | Habitatge al passeig de l'Estació, 28 (Cervera)                              | Modifica les dades a Wikidata |
|        | habitatge de J. Vilaseca Rivera a la carretera d'Agramunt, 28      | Cervera       | casa         | Estil: noucentisme 20th century                  | 41° 40′ 28″ N, 1° 16′ 14″ E / 41.67455°N,1.27044°E ca:Av. d'Agramunt, 28 542 msnm                         | bé cultural d'interès local                | Habitatge de J. Vilaseca Rivera a la carretera d'Agramunt, 28 (Cervera)      | Modifica les dades a Wikidata |
|        | habitatge de J. Vilaseca Rivera a la carretera d'Agramunt, 29      | Cervera       | casa         | Estil: noucentisme                               | 41° 40′ 27″ N, 1° 16′ 14″ E / 41.67415°N,1.27051°E ca:Av. d'Agramunt, 29 544 msnm                         | bé cultural d'interès local                | Habitatge de J. Vilaseca Rivera a la carretera d'Agramunt, 29 (Cervera)      | Modifica les dades a Wikidata |
|        | habitatge de J. Vilaseca Rivera a la carretera d'Agramunt, 31      | Cervera       | casa         | Estil: noucentisme 20th century                  | 41° 40′ 27″ N, 1° 16′ 14″ E / 41.67423°N,1.27047°E ca:Av. d'Agramunt, 31 543 msnm                         | bé cultural d'interès local                | Habitatge de J. Vilaseca Rivera a la carretera d'Agramunt, 31 (Cervera)      | Modifica les dades a Wikidata |
|        | habitatge de J. Vilaseca Rivera a la carretera d'Agramunt, 33      | Cervera       | casa         | Estil: noucentisme                               | 41° 40′ 28″ N, 1° 16′ 14″ E / 41.67432°N,1.27042°E ca:Av. d'Agramunt, 33 543 msnm                         | bé cultural d'interès local                | Habitatge de J. Vilaseca Rivera a la carretera d'Agramunt, 33 (Cervera)      | Modifica les dades a Wikidata |
|        | la Botiga Nova i altra casa                                        | Cervera       | casa         | 17th century                                     | 41° 40′ 06″ N, 1° 16′ 19″ E / 41.66823°N,1.2719°E ca:C. Major, 91-93 544 msnm                             | bé cultural d'interès local                | La Botiga Nova i altra casa                                                  | Modifica les dades a Wikidata |

## castell
| imatge | Nom                      | Ubicat a            | instància de | Detalls                                  | coordenades                                                                                                  | Protecció                                            | Commons (més fotos)      | Dades a WD                    |
| ------ | ------------------------ | ------------------- | ------------ | ---------------------------------------- | --- | ---------------------------------------------------- | ------------------------ | ----------------------------- |
|        | Castell de Cardosa       | la Cardosa          | castell      | Estil: arquitectura popular              | 41° 42′ 00″ N, 1° 15′ 10″ E / 41.700086°N,1.252857°E 502 msnm                                                | bé cultural d'interès nacional                       | Castell de la Cardosa    | Modifica les dades a Wikidata |
|        | Castell de Castellnou    | Castellnou d'Oluges | castell      |                                          | 41° 42′ 11″ N, 1° 17′ 51″ E / 41.702929°N,1.297545°E ca:Carrer de la Font, Castellnou d'Oluges 487 msnm      | bé d'interès cultural bé cultural d'interès nacional | Castell de Castellnou    | Modifica les dades a Wikidata |
|        | Castell de Cervera       | Cervera             | castell      | 11st century                             | 41° 39′ 52″ N, 1° 16′ 09″ E / 41.664583°N,1.269083°E ca:Carrer del Castell, Cervera 542 msnm                 | bé d'interès cultural bé cultural d'interès nacional | Castell de Cervera       | Modifica les dades a Wikidata |
|        | Castell de Malgrat       | Malgrat             | castell      | Estil: arquitectura popular 16th century | 41° 42′ 35″ N, 1° 18′ 05″ E / 41.709694444444°N,1.3013166666667°E ca:Baixada del Castell, Malgrat 517 msnm   | bé d'interès cultural bé cultural d'interès nacional | Castell de Malgrat       | Modifica les dades a Wikidata |
|        | Castell de la Prenyanosa | la Prenyanosa       | castell      | Estil: arquitectura popular              | 41° 42′ 42″ N, 1° 17′ 22″ E / 41.711797222222°N,1.2893555555556°E ca:Carrer del Forn, la Prenyanosa 498 msnm | bé d'interès cultural bé cultural d'interès nacional | Castell de la Prenyanosa | Modifica les dades a Wikidata |

## creu de terme
| imatge | Nom                       | Ubicat a | instància de                  | Detalls                     | coordenades                                                                                          | Protecció                   | Commons (més fotos) | Dades a WD                    |
| ------ | ------------------------- | -------- | ----------------------------- | --------------------------- | --- | --------------------------- | ------------------- | ----------------------------- |
|        | Columna de Sant Roc       | Cervera  | creu de terme oratori capella | Estil: arquitectura popular | 41° 42′ 20″ N, 1° 18′ 01″ E / 41.705686°N,1.300406°E ca:Entre Castellnou d'Oluges i Malgrat 481 msnm | bé cultural d'interès local | Columna de Sant Roc | Modifica les dades a Wikidata |
|        | Creus de terme de Cervera | Cervera  | creu de terme                 |                             | 41° 40′ 28″ N, 1° 16′ 33″ E / 41.6744094986645°N,1.2758770474887282°E                                |                             |                     | Modifica les dades a Wikidata |

## curs d'aigua
| imatge | Nom    | Ubicat a               | instància de | Detalls                               | coordenades | Protecció | Commons (més fotos) | Dades a WD                    |
| ------ | ------ | ---------------------- | ------------ | ------------------------------------- | --- | --------- | ------------------- | ----------------------------- |
|        | Ondara | Urgell Segarra         | curs d'aigua | Desemboca: canal d'Urgell Llarg: 47km | 41° 34′ 01″ N, 1° 23′ 09″ E / 41.56681388888889°N,1.3858288888888888°E 41° 40′ 08″ N, 1° 03′ 52″ E / 41.66878805555555°N,1.0644569444444445°E |           | Ondara River        | Modifica les dades a Wikidata |
|        | Sió    | Segarra Noguera Urgell | curs d'aigua | Desemboca: Segre Llarg: 77km          | 41° 41′ 12″ N, 1° 23′ 30″ E / 41.68653°N,1.3916069444444443°E 41° 48′ 04″ N, 0° 48′ 38″ E / 41.80124°N,0.8105361111111111°E                   |           | Sió River           | Modifica les dades a Wikidata |

## edifici
| imatge | Nom                                            | Ubicat a            | instància de                             | Detalls                                                                   | coordenades | Protecció                                            | Commons (més fotos)                                      | Dades a WD                    |
| ------ | ---------------------------------------------- | ------------------- | ---------------------------------------- | ------------------------------------------------------------------------- | --- | ---------------------------------------------------- | -------------------------------------------------------- | ----------------------------- |
|        | Antic Ajuntament de Castellnou                 | Castellnou d'Oluges | edifici                                  | 18th century                                                              | 41° 42′ 13″ N, 1° 17′ 52″ E / 41.703542734133535°N,1.297677086177881°E ca:C. de la Plaça 486 msnm                 | bé cultural d'interès local                          |                                                          | Modifica les dades a Wikidata |
|        | Antic Col·legi Universitari Concepció de Maria | Cervera             | edifici                                  | 18th century                                                              | 41° 40′ 10″ N, 1° 16′ 20″ E / 41.66943°N,1.2721°E ca:Pl. Santa Anna, 1 542 msnm                                   | bé cultural d'interès local                          | Antic Col·legi Universitari Concepció de Maria (Cervera) | Modifica les dades a Wikidata |
|        | Antic Col·legi de les Monges Franceses         | Cervera             | edifici                                  | Estil: modernisme català 20th century                                     | 41° 40′ 16″ N, 1° 16′ 29″ E / 41.67116°N,1.2746°E ca:C. Manuel Ibarra, 5 546 msnm                                 | bé cultural d'interès local                          | Antic Col·legi de les Monges Franceses (Cervera)         | Modifica les dades a Wikidata |
|        | Antiga Casa forta a la Prenyanosa              | la Prenyanosa       | edifici                                  | Estil: arquitectura popular 16th century                                  | 41° 42′ 42″ N, 1° 17′ 19″ E / 41.71163°N,1.2887°E ca:Pl. de l'Església, 7 498 msnm                                | bé cultural d'interès local                          |                                                          | Modifica les dades a Wikidata |
|        | Casa Delmera                                   | Cervera             | edifici                                  | Estil: arquitectura popular 16th century                                  | 41° 40′ 04″ N, 1° 16′ 18″ E / 41.667846°N,1.271805°E ca:Carrer Major, 79 544 msnm                                 | bé cultural d'interès local                          | Antiga Casa de la Generalitat (Cervera)                  | Modifica les dades a Wikidata |
|        | Casal de Cervera                               | Cervera             | edifici                                  | Estil: noucentisme                                                        | 41° 40′ 11″ N, 1° 16′ 18″ E / 41.669636°N,1.271697°E ca:Plaça de Santa Anna, 2 542 msnm                           | bé cultural d'interès local                          | Casal de Cervera                                         | Modifica les dades a Wikidata |
|        | Centre Obrer Republicà                         | Cervera             | edifici                                  | Estil: racionalisme arquitectònic 20th century                            | 41° 40′ 21″ N, 1° 16′ 19″ E / 41.67239°N,1.27197°E ca:Pg. de l'Estació, 5 550 msnm                                | bé cultural d'interès local                          | Centre Obrer Republicà (Cervera)                         | Modifica les dades a Wikidata |
|        | Col·legi Concepció                             | Cervera             | edifici                                  | Estil: noucentisme arquitectura popular 18th century                      | 41° 40′ 10″ N, 1° 16′ 29″ E / 41.669477°N,1.274725°E ca:Plaça Pius XII, 1 544 msnm                                | bé cultural d'interès local                          | Col·legi Concepció                                       | Modifica les dades a Wikidata |
|        | Col·legi de l'Assumpta                         | Cervera             | edifici                                  | Estil: arquitectura barroca arquitectura eclèctica 17th century           | 41° 40′ 11″ N, 1° 16′ 24″ E / 41.669635°N,1.273403°E ca:Rambla Lluís Sanpere 543 msnm                             | bé cultural d'interès local                          | Col·legi de l'Assumpta                                   | Modifica les dades a Wikidata |
|        | Consell Comarcal de la Segarra                 | Cervera             | edifici                                  |                                                                           | 41° 40′ 16″ N, 1° 16′ 30″ E / 41.671084°N,1.275035°E 545 msnm                                                     |                                                      |                                                          | Modifica les dades a Wikidata |
|        | Dipòsits de Servei d'Aigua Municipal           | Cervera             | edifici                                  | 20th century                                                              | 41° 40′ 30″ N, 1° 16′ 47″ E / 41.675005°N,1.279847°E ca:Av. Manresa 561 msnm                                      | bé cultural d'interès local                          |                                                          | Modifica les dades a Wikidata |
|        | Escorxador municipal                           | Cervera             | edifici                                  | Estil: arquitectura popular                                               | | bé integrant del patrimoni cultural català           |                                                          | Modifica les dades a Wikidata |
|        | Farinera del Sindicat Agrícola de Cervera      | Cervera             | edifici                                  | Arquitecte: Cèsar Martinell i Brunet Estil: arquitectura modernista 1920s | 41° 40′ 31″ N, 1° 16′ 34″ E / 41.6752778°N,1.2761111°E ca:Carrer de Castellnou 554 msnm                           | bé cultural d'interès nacional bé d'interès cultural | Farinera del Sindicat Agrícola de Cervera                | Modifica les dades a Wikidata |
|        | Fonda Espanya                                  | Cervera             | edifici                                  | 19th century                                                              | 41° 40′ 09″ N, 1° 16′ 22″ E / 41.6693°N,1.2728°E ca:Rbla. Lluís Sanpere 542 msnm                                  | bé cultural d'interès local                          | Fonda Espanya (Cervera)                                  | Modifica les dades a Wikidata |
|        | Fàbrica de Galetes la Palma                    | Cervera             | edifici                                  | Estil: modernisme català 20th century                                     | 41° 40′ 28″ N, 1° 16′ 37″ E / 41.67443°N,1.27701°E ca:C. Vidal de Montpalau 555 msnm                              | bé cultural d'interès local                          | Fàbrica de Galetes la Palma                              | Modifica les dades a Wikidata |
|        | Galeria dels Enterraments                      | Cervera             | edifici                                  |                                                                           | 41° 39′ 53″ N, 1° 16′ 14″ E / 41.6648597298861°N,1.2706756501105758°E ca:Plaça del Fossar de Santa Maria 537 msnm | bé cultural d'interès local                          | Galeria dels Enterraments                                | Modifica les dades a Wikidata |
|        | Gran Teatre de la Passió                       | Cervera             | edifici                                  | 20th century                                                              | 41° 40′ 12″ N, 1° 16′ 30″ E / 41.67002°N,1.27501°E ca:Pg. Jaume Balmes, 2 545 msnm                                | bé cultural d'interès local                          | Gran Teatre de la Passió de Cervera                      | Modifica les dades a Wikidata |
|        | Hospital Berenguer de Castelltort              | Cervera             | edifici                                  | Estil: arquitectura barroca 18th century                                  | 41° 40′ 13″ N, 1° 16′ 19″ E / 41.670304°N,1.272075°E ca:Carrer de l'Hospital, 14 545 msnm                         | bé cultural d'interès local                          | Hospital Berenguer de Castelltort                        | Modifica les dades a Wikidata |
|        | Hospital de Sant Joan de Jerusalem             | Cervera             | edifici                                  | 1785                                                                      | 41° 39′ 59″ N, 1° 16′ 17″ E / 41.666270338255465°N,1.2713472724342585°E ca:carrer Major, 13-15                    | bé cultural d'interès local                          | Hospital de Sant Joan de Jerusalem                       | Modifica les dades a Wikidata |
|        | Hostal Bonavista i Edifici Ibercaja            | Cervera             | edifici                                  | Estil: arquitectura popular 20th century                                  | 41° 40′ 21″ N, 1° 16′ 28″ E / 41.67254°N,1.27441°E ca:C. Anselm Clavé, 4 - c. Llibertat, 1 548 msnm               | bé cultural d'interès local                          | Hostal Bonavista i Edifici Ibercaja                      | Modifica les dades a Wikidata |
|        | Magatzem Pipó                                  | Cervera             | edifici                                  | Estil: modernisme català 20th century                                     | 41° 40′ 30″ N, 1° 16′ 13″ E / 41.67489°N,1.27024°E ca:Av. Agramunt, 36 542 msnm                                   | bé cultural d'interès local                          | Magatzem Pipó                                            | Modifica les dades a Wikidata |
|        | Magatzem a l'avinguda d'Agramunt, 19           | Cervera             | edifici                                  | 20th century                                                              | 41° 40′ 24″ N, 1° 16′ 15″ E / 41.67343°N,1.27092°E ca:Av. Agramunt, 19 548 msnm                                   | bé cultural d'interès local                          | Magatzem a l'avinguda d'Agramunt, 19 (Cervera)           | Modifica les dades a Wikidata |
|        | Magatzem al carrer Llibertat, 3                | Cervera             | edifici                                  | 20th century                                                              | 41° 40′ 22″ N, 1° 16′ 28″ E / 41.67278°N,1.27455°E ca:C. Llibertat, 3 550 msnm                                    | bé cultural d'interès local                          | Magatzem al carrer Llibertat, 3 (Cervera)                | Modifica les dades a Wikidata |
|        | Magatzem del carrer Clavé                      | Cervera             | edifici                                  | Estil: arquitectura modernista                                            | 41° 40′ 22″ N, 1° 16′ 27″ E / 41.67284°N,1.27417°E ca:C. Anselm Clavé, 6 550 msnm                                 |                                                      |                                                          | Modifica les dades a Wikidata |
|        | Magatzem i restes del Molí d'oli Gomà          | Cervera             | edifici                                  | Estil: modernisme català 20th century                                     | 41° 40′ 16″ N, 1° 16′ 12″ E / 41.67098°N,1.2701°E ca:Av. Catalunya, 61 543 msnm                                   | bé cultural d'interès local                          | Magatzem i restes del Molí d'oli Gomà                    | Modifica les dades a Wikidata |
|        | Magatzems Albareda                             | Cervera             | edifici                                  | Estil: arquitectura popular 20th century                                  | 41° 40′ 24″ N, 1° 16′ 16″ E / 41.67322°N,1.27106°E ca:Av. Agramunt, 17 549 msnm                                   | bé cultural d'interès local                          | Magatzems Albareda                                       | Modifica les dades a Wikidata |
|        | Magatzems Botines Morera                       | Cervera             | edifici                                  | Estil: modernisme català 19th century                                     | 41° 40′ 27″ N, 1° 16′ 28″ E / 41.67404°N,1.27451°E ca:C. Vidal de Montpalau, 37-39 554 msnm                       | bé cultural d'interès local                          | Magatzems Botines Morera                                 | Modifica les dades a Wikidata |
|        | Magatzems Capell i Jené                        | Cervera             | edifici                                  | Estil: modernisme català 19th century                                     | 41° 40′ 27″ N, 1° 16′ 31″ E / 41.67426°N,1.27518°E ca:C. Vidal de Montpalau, 45-47 553 msnm                       | bé cultural d'interès local                          | Magatzems Capell i Jené                                  | Modifica les dades a Wikidata |
|        | Portal a la Prenyanosa                         | la Prenyanosa       | edifici                                  | Estil: arquitectura popular 16th century                                  | | bé cultural d'interès local                          |                                                          | Modifica les dades a Wikidata |
|        | Residència Mare Janer                          | Cervera             | edifici                                  | Estil: arquitectura romànica arquitectura barroca 18th century            | 41° 40′ 03″ N, 1° 16′ 19″ E / 41.667405°N,1.271883°E ca:Carrer Major, 64-66 543 msnm                              | bé cultural d'interès local                          | Residència Mare Janer                                    | Modifica les dades a Wikidata |
|        | Serradora Martí                                | Cervera             | edifici                                  | 20th century                                                              | 41° 40′ 16″ N, 1° 16′ 18″ E / 41.67107°N,1.27167°E ca:Av. Duran i Sanpere, 49 539 msnm                            | bé cultural d'interès local                          | Serradora Martí                                          | Modifica les dades a Wikidata |
|        | Universitat de Cervera                         | Cervera             | edifici universitat universitat catòlica | Estil: arquitectura barroca 1717                                          | 41° 40′ 14″ N, 1° 16′ 27″ E / 41.67062°N,1.27429°E ca:Plaça de la Universitat 546 msnm                            | bé d'interès cultural bé cultural d'interès nacional | Universitat de Cervera                                   | Modifica les dades a Wikidata |
|        | Voltes de Sant Domènec                         | Cervera             | edifici                                  | Estil: arquitectura gòtica                                                | 41° 39′ 56″ N, 1° 16′ 08″ E / 41.66559°N,1.26891°E 526 msnm                                                       | bé cultural d'interès local                          |                                                          | Modifica les dades a Wikidata |
|        | Xalet Güell i fàbrica de galetes               | Cervera             | edifici                                  | Estil: arquitectura modernista 1919                                       | 41° 40′ 29″ N, 1° 16′ 36″ E / 41.674828°N,1.276774°E ca:Carrer de Castellnou, 19 555 msnm                         |                                                      |                                                          | Modifica les dades a Wikidata |

## entitat singular de població
| imatge | Nom                 | Ubicat a | instància de                                   | Detalls            | coordenades                                                                                   | Protecció                   | Commons (més fotos) | Dades a WD                    |
| ------ | ------------------- | -------- | ---------------------------------------------- | ------------------ | --------------------------------------------------------------------------------------------- | --------------------------- | ------------------- | ----------------------------- |
|        | Castellnou d'Oluges | Cervera  | entitat singular de població                   | 33 hab             | 41° 42′ 13″ N, 1° 17′ 52″ E / 41.703625°N,1.297649°E 481 msnm                                 | bé cultural d'interès local | Castellnou d'Oluges | Modifica les dades a Wikidata |
|        | Cervera             | Cervera  | entitat singular de població capital municipal | 9462 hab           | 41° 40′ 12″ N, 1° 16′ 20″ E / 41.67003°N,1.2721°E 541 msnm                                    |                             |                     | Modifica les dades a Wikidata |
|        | Malgrat             | Cervera  | entitat singular de població                   | 4 hab              | 41° 42′ 35″ N, 1° 18′ 03″ E / 41.7096°N,1.3009°E 504 msnm                                     | bé cultural d'interès local | Malgrat (Cervera)   | Modifica les dades a Wikidata |
|        | Vergós              | Cervera  | entitat singular de població                   | 28 hab             | 41° 39′ 51″ N, 1° 17′ 58″ E / 41.664167°N,1.299417°E ca:Vergós. Ctra. N-IIaa, km 521 480 msnm | bé cultural d'interès local | Vergós              | Modifica les dades a Wikidata |
|        | la Cardosa          | Cervera  | entitat singular de població                   | 12nd century 7 hab | 41° 42′ 00″ N, 1° 15′ 10″ E / 41.700054°N,1.25268°E 511 msnm                                  | bé cultural d'interès local | La Cardosa          | Modifica les dades a Wikidata |
|        | la Prenyanosa       | Cervera  | entitat singular de població                   | 19 hab             | 41° 42′ 42″ N, 1° 17′ 22″ E / 41.7118°N,1.28948°E 487 msnm                                    | bé cultural d'interès local | La Prenyanosa       | Modifica les dades a Wikidata |

## església
| imatge | Nom                                      | Ubicat a            | instància de                 | Detalls | coordenades                                                                                     | Protecció                                            | Commons (més fotos)                      | Dades a WD                    |
| ------ | ---------------------------------------- | ------------------- | ---------------------------- | --- | ----------------------------------------------------------------------------------------------- | ---------------------------------------------------- | ---------------------------------------- | ----------------------------- |
|        | Capella Oratori de la Boreal Mèdica      | Cervera             | església capella             | 17th century                                                                                                  | 41° 40′ 01″ N, 1° 16′ 19″ E / 41.66705°N,1.27181°E ca:C. Major, 58 563 msnm                     | bé cultural d'interès local                          | Capella Oratori de la Boreal Mèdica      | Modifica les dades a Wikidata |
|        | Convent i església de Sant Francesc      | Cervera             | església monestir            | Estil: arquitectura gòtica 13rd century                                                                       | 41° 39′ 53″ N, 1° 16′ 36″ E / 41.664756°N,1.276758°E ca:Raval de Sant Francesc 478 msnm         | bé cultural d'interès local                          | Antic convent de Sant Francesc (Cervera) | Modifica les dades a Wikidata |
|        | Ermita de Sant Ermengol                  | Cervera             | església capella             | 17th century Estat: ruïnós                                                                                    | 41° 39′ 08″ N, 1° 16′ 36″ E / 41.65223°N,1.27664°E 563 msnm                                     | bé cultural d'interès local                          | Sant Ermengol de Cervera                 | Modifica les dades a Wikidata |
|        | Mare de Déu del Carme de Cervera         | Cervera             | església                     | Estil: arquitectura barroca 18th century                                                                      | 41° 40′ 14″ N, 1° 16′ 20″ E / 41.670485°N,1.272303°E ca:C.Hospital, 16 544 msnm                 | bé cultural d'interès local                          | Mare de Déu del Carme de Cervera         | Modifica les dades a Wikidata |
|        | Sant Agustí de Cervera                   | Cervera             | església                     | Estil: arquitectura neoclàssica historicisme arquitectònic 17th century                                       | 41° 40′ 07″ N, 1° 16′ 19″ E / 41.668563°N,1.271888°E ca:Carrer Major, 103 544 msnm              | bé cultural d'interès local                          | Església de Sant Agustí (Cervera)        | Modifica les dades a Wikidata |
|        | Sant Antoni                              | Cervera             | església ermita              | Estat: enderrocat o destruït                                                                                  | 41° 38′ 48″ N, 1° 15′ 49″ E / 41.646771°N,1.263668°E 542 msnm                                   |                                                      |                                          | Modifica les dades a Wikidata |
|        | Sant Antoni de Cervera                   | Cervera             | església                     | Estil: arquitectura barroca 14th century                                                                      | 41° 40′ 17″ N, 1° 16′ 28″ E / 41.6714°N,1.27431°E ca:Carrer de Guinedilda, 2 546 msnm           | bé cultural d'interès local                          | Església de Sant Antoni de Cervera       | Modifica les dades a Wikidata |
|        | Sant Domènec de Cervera                  | Cervera             | església                     | Estil: arquitectura gòtica 14th century                                                                       | 41° 39′ 54″ N, 1° 16′ 10″ E / 41.665103°N,1.269416°E ca:Plaça de Sant Domènec, 1 529 msnm       | bé cultural d'interès local                          | Sant Domènec de Cervera                  | Modifica les dades a Wikidata |
|        | Sant Ignasi de Cervera                   | Cervera             | església                     | Estil: arquitectura barroca 18th century                                                                      | 41° 40′ 02″ N, 1° 16′ 19″ E / 41.66736°N,1.27185°E ca:C. Major, 66 543 msnm                     | bé cultural d'interès local                          | Sant Ignasi de Cervera                   | Modifica les dades a Wikidata |
|        | Sant Joan de Cervera                     | Cervera             | església                     | Estil: arquitectura popular                                                                                   | 41° 39′ 59″ N, 1° 16′ 16″ E / 41.666298°N,1.271171°E ca:Carrer de l'Estudi Vell 539 msnm        | bé cultural d'interès local                          | Centre Comarcal de Cultura (Cervera)     | Modifica les dades a Wikidata |
|        | Sant Magí de Cervera                     | Cervera             | església                     | Estil: arquitectura neoclàssica arquitectura popular 18th century                                             | 41° 40′ 00″ N, 1° 16′ 10″ E / 41.666627°N,1.269549°E ca:Baixada de Sant Magí 517 msnm           | bé cultural d'interès local                          | Sant Magí de Cervera                     | Modifica les dades a Wikidata |
|        | Sant Miquel de Tudela                    | la Prenyanosa       | església                     | Estil: arquitectura romànica 12nd century                                                                     | 41° 43′ 40″ N, 1° 18′ 23″ E / 41.7278°N,1.30639°E ca:Tudela 541 msnm                            | bé cultural d'interès local                          | Sant Miquel de Tudela                    | Modifica les dades a Wikidata |
|        | Sant Pere de Castellnou d'Oluges         | Castellnou d'Oluges | església església parroquial | Estil: gòtic tardà 16th century                                                                               | 41° 42′ 14″ N, 1° 17′ 51″ E / 41.703872°N,1.297405°E 486 msnm                                   | bé cultural d'interès local                          | Sant Pere de Castellnou d'Oluges         | Modifica les dades a Wikidata |
|        | Sant Pere de la Cardosa                  | la Cardosa          | església                     | Estil: arquitectura popular                                                                                   | 41° 42′ 01″ N, 1° 15′ 09″ E / 41.700278°N,1.2525°E 499 msnm                                     | bé cultural d'interès local                          | Sant Pere de la Cardosa                  | Modifica les dades a Wikidata |
|        | Sant Pere el Gros                        | Cervera             | església                     | Estil: arquitectura romànica 11st century Anomenat per: Sant Pere                                             | 41° 39′ 39″ N, 1° 15′ 45″ E / 41.6608667°N,1.2625083°E ca:Paratge Molí Grau 464 msnm            | bé d'interès cultural bé cultural d'interès nacional | Sant Pere Gros                           | Modifica les dades a Wikidata |
|        | Sant Salvador de Vergós                  | Vergós              | església església parroquial | Estil: arquitectura del Renaixement 17th century                                                              | 41° 39′ 51″ N, 1° 18′ 01″ E / 41.66408°N,1.30015°E ca:Carrer de la Carretera, Vergós 493 msnm   | bé cultural d'interès local                          | Sant Salvador de Vergós                  | Modifica les dades a Wikidata |
|        | Santa Magdalena de Cervera               | Cervera             | església                     | Estil: arquitectura gòtica 14th century                                                                       | 41° 39′ 50″ N, 1° 15′ 44″ E / 41.6638°N,1.26215°E 465 msnm                                      | bé cultural d'interès local                          | Santa Magdalena de Cervera               | Modifica les dades a Wikidata |
|        | Santa Maria de Cervera                   | Cervera             | església església parroquial | Estil: arquitectura gòtica historicisme arquitectònic bé integrant del patrimoni cultural català 14th century | 41° 39′ 55″ N, 1° 16′ 14″ E / 41.66534167°N,1.27061111°E 540 msnm                               | bé d'interès cultural bé cultural d'interès nacional | Santa Maria de Cervera                   | Modifica les dades a Wikidata |
|        | Santa Maria de Malgrat                   | Malgrat             | església                     | Estil: arquitectura romànica 12nd century                                                                     | 41° 42′ 33″ N, 1° 18′ 03″ E / 41.70926111111111°N,1.3009194444444443°E ca:Pl. Església 504 msnm | bé cultural d'interès local                          | Santa Maria de Malgrat                   | Modifica les dades a Wikidata |
|        | capella de la finca els Comdals          | Cervera             | església capella             | 17th century                                                                                                  | 41° 39′ 28″ N, 1° 18′ 31″ E / 41.65772°N,1.3085°E ca:Cra. Nacional II, km 522,5 498 msnm        | bé cultural d'interès local                          |                                          | Modifica les dades a Wikidata |
|        | església de Sant Cristòfol               | Cervera             | església                     | Estil: arquitectura barroca 17th century                                                                      | 41° 39′ 55″ N, 1° 16′ 21″ E / 41.66526°N,1.27251°E ca:C. Nou, 1 509 msnm                        | bé cultural d'interès local                          | Sant Cristòfol de Cervera                | Modifica les dades a Wikidata |
|        | església de Sant Miquel de la Prenyanosa | la Prenyanosa       | església església parroquial | | 41° 42′ 42″ N, 1° 17′ 19″ E / 41.71166°N,1.2887°E ca:Pl. Església 498 msnm                      | bé cultural d'interès local                          | Sant Miquel de la Prenyanosa             | Modifica les dades a Wikidata |
|        | església dels Dolors                     | Cervera             | església                     | Estil: arquitectura barroca 18th century                                                                      | 41° 39′ 54″ N, 1° 16′ 15″ E / 41.66513°N,1.2709°E ca:C. Santa Maria 535 msnm                    | bé cultural d'interès local                          | Església dels Dolors (Cervera)           | Modifica les dades a Wikidata |

## fita
| imatge | Nom             | Ubicat a | instància de | Detalls                                  | coordenades                                        | Protecció                                  | Commons (més fotos) | Dades a WD                    |
| ------ | --------------- | -------- | ------------ | ---------------------------------------- | -------------------------------------------------- | ------------------------------------------ | ------------------- | ----------------------------- |
|        | Fita de terme   | Cervera  | fita         | Estil: arquitectura popular              | 41° 38′ 16″ N, 1° 15′ 03″ E / 41.63774°N,1.25097°E | bé integrant del patrimoni cultural català |                     | Modifica les dades a Wikidata |
|        | Fita dels Masos | Cervera  | fita         | Estil: arquitectura popular 18th century | ca:Camí cap a l'ermita de Santa Maria del Camí     | bé integrant del patrimoni cultural català |                     | Modifica les dades a Wikidata |

## font
| imatge | Nom                                     | Ubicat a            | instància de | Detalls                                  | coordenades                                                                               | Protecció                                  | Commons (més fotos)                     | Dades a WD                    |
| ------ | --------------------------------------- | ------------------- | ------------ | ---------------------------------------- | ----------------------------------------------------------------------------------------- | ------------------------------------------ | --------------------------------------- | ----------------------------- |
|        | Font àrab de Castellnou                 | Castellnou d'Oluges | font         |                                          | 41° 42′ 11″ N, 1° 17′ 47″ E / 41.703093°N,1.296481°E 493 msnm                             | bé cultural d'interès local                |                                         | Modifica les dades a Wikidata |
|        | font Guitarda                           | Cervera             | font         |                                          | 41° 38′ 48″ N, 1° 15′ 55″ E / 41.6466519642561°N,1.26534064820036°E 507 msnm              |                                            |                                         | Modifica les dades a Wikidata |
|        | font de Fiol                            | Cervera             | font         | 18th century                             | 41° 39′ 43″ N, 1° 17′ 15″ E / 41.6620424537375°N,1.2874236509997°E 488 msnm               | bé cultural d'interès local                | Font de Fiol                            | Modifica les dades a Wikidata |
|        | font de Sant Agustí                     | Cervera             | font         | Estil: arquitectura popular 18th century | 41° 40′ 07″ N, 1° 16′ 19″ E / 41.668687°N,1.271929°E ca:Carrer Major, 105 544 msnm        | bé cultural d'interès local                | Font de Sant Agustí                     | Modifica les dades a Wikidata |
|        | font de la Plaça                        | Cervera             | font         | Estil: arquitectura popular 18th century | 41° 39′ 56″ N, 1° 16′ 16″ E / 41.665597°N,1.27112°E ca:Plaça Major 542 msnm               | bé cultural d'interès local                | Font de la Plaça (Cervera)              | Modifica les dades a Wikidata |
|        | font de la plaça Pius XII               | Cervera             | font         | Estil: arquitectura popular 18th century | 41° 40′ 10″ N, 1° 16′ 27″ E / 41.669448°N,1.274182°E ca:Plaça Pius XII 544 msnm           | bé integrant del patrimoni cultural català | Font de la plaça Pius XII               | Modifica les dades a Wikidata |
|        | font del Ferro                          | Cervera             | font         | 18th century                             | 41° 39′ 31″ N, 1° 14′ 00″ E / 41.658569°N,1.233341°E 417 msnm                             | bé cultural d'interès local                |                                         | Modifica les dades a Wikidata |
|        | font dels Orobins                       | Cervera             | font         | 18th century                             | 41° 39′ 35″ N, 1° 14′ 53″ E / 41.659648°N,1.247922°E 467 msnm                             | bé cultural d'interès local                |                                         | Modifica les dades a Wikidata |
|        | fonts del carrer Nou i de Sant Francesc | Cervera             | font         | Estil: arquitectura popular 19th century | 41° 39′ 56″ N, 1° 16′ 21″ E / 41.665603°N,1.272527°E ca:C. Nou, c. Sant Francesc 510 msnm | bé cultural d'interès local                | Fonts del carrer Nou i de Sant Francesc | Modifica les dades a Wikidata |

## granja
| imatge | Nom                    | Ubicat a      | instància de | Detalls                      | coordenades                                                                  | Protecció | Commons (més fotos) | Dades a WD                    |
| ------ | ---------------------- | ------------- | ------------ | ---------------------------- | ---------------------------------------------------------------------------- | --------- | ------------------- | ----------------------------- |
|        | Granges del Castellar  | la Cardosa    | granja       |                              | 41° 42′ 05″ N, 1° 15′ 06″ E / 41.7014214339504°N,1.25165872414667°E 493 msnm |           |                     | Modifica les dades a Wikidata |
|        | Granges del Garcia     | Cervera       | granja       |                              | 41° 40′ 51″ N, 1° 17′ 18″ E / 41.6807280019595°N,1.28840592595618°E 554 msnm |           |                     | Modifica les dades a Wikidata |
|        | Granja Soler           | Cervera       | granja       |                              | 41° 40′ 56″ N, 1° 17′ 28″ E / 41.6822895771808°N,1.29105578442087°E 563 msnm |           |                     | Modifica les dades a Wikidata |
|        | Granja de Lafarga      | la Prenyanosa | granja       |                              | 41° 42′ 51″ N, 1° 17′ 28″ E / 41.7140282148392°N,1.2909964239007°E 468 msnm  |           |                     | Modifica les dades a Wikidata |
|        | Granja de l'Alzina     | Cervera       | granja       | Estat: enderrocat o destruït | 41° 40′ 29″ N, 1° 15′ 37″ E / 41.6747769999698°N,1.26038089484171°E 535 msnm |           |                     | Modifica les dades a Wikidata |
|        | Granja de l'Oliver     | Cervera       | granja       |                              | 41° 41′ 04″ N, 1° 18′ 06″ E / 41.6845087276839°N,1.30161824897145°E 556 msnm |           |                     | Modifica les dades a Wikidata |
|        | Granja de l'Ortíz      | Cervera       | granja       |                              | 41° 39′ 40″ N, 1° 16′ 06″ E / 41.6610892260076°N,1.26829206966164°E 466 msnm |           |                     | Modifica les dades a Wikidata |
|        | Granja del Casamitjana | la Prenyanosa | granja       |                              | 41° 42′ 39″ N, 1° 17′ 07″ E / 41.7107454624196°N,1.2852658088303°E 495 msnm  |           |                     | Modifica les dades a Wikidata |
|        | Granja del Ferrer      | la Prenyanosa | granja       |                              | 41° 42′ 47″ N, 1° 17′ 15″ E / 41.7131390389067°N,1.28753410747993°E 497 msnm |           |                     | Modifica les dades a Wikidata |
|        | Granja del Modesto     | Cervera       | granja       |                              | 41° 39′ 27″ N, 1° 16′ 00″ E / 41.657507850096°N,1.26671866476881°E 498 msnm  |           |                     | Modifica les dades a Wikidata |
|        | Granja del Pomers      | Vergós        | granja       |                              | 41° 39′ 53″ N, 1° 17′ 29″ E / 41.6647937440263°N,1.29133846392673°E 484 msnm |           |                     | Modifica les dades a Wikidata |
|        | Granja dels Recasens   | la Prenyanosa | granja       |                              | 41° 42′ 35″ N, 1° 16′ 57″ E / 41.7097059197186°N,1.28260104738689°E 491 msnm |           |                     | Modifica les dades a Wikidata |

## masia
| imatge | Nom                | Ubicat a              | instància de | Detalls                      | coordenades                                                                                                   | Protecció                   | Commons (més fotos)      | Dades a WD                    |
| ------ | ------------------ | --------------------- | ------------ | ---------------------------- | --- | --------------------------- | ------------------------ | ----------------------------- |
|        | Cal Codina         | la Prenyanosa         | masia        | 18th century                 | 41° 43′ 35″ N, 1° 18′ 03″ E / 41.72633°N,1.30095°E ca:Camí de Tudela 497 msnm                                 | bé cultural d'interès local | Cal Codina (Cervera)     | Modifica les dades a Wikidata |
|        | Cal Masó           | Malgrat               | masia        | Estat: ruïnós                | 41° 42′ 53″ N, 1° 18′ 11″ E / 41.714802137664°N,1.30310468145288°E 522 msnm                                   |                             |                          | Modifica les dades a Wikidata |
|        | Cal Mitjà          | Malgrat               | masia        |                              | 41° 42′ 32″ N, 1° 17′ 44″ E / 41.7088101412414°N,1.29562994711821°E 475 msnm                                  |                             |                          | Modifica les dades a Wikidata |
|        | Cal Vicenç         | Vergós                | masia        |                              | 41° 40′ 23″ N, 1° 19′ 35″ E / 41.67317°N,1.32645°E 609 msnm                                                   | bé cultural d'interès local |                          | Modifica les dades a Wikidata |
|        | Can Rovira         | Cervera               | masia        |                              | 41° 41′ 44″ N, 1° 17′ 16″ E / 41.6954728027999°N,1.28785873145903°E 543 msnm                                  |                             |                          | Modifica les dades a Wikidata |
|        | Casanova           | la Prenyanosa Cervera | masia        |                              | 41° 44′ 00″ N, 1° 19′ 31″ E / 41.7333785083276°N,1.3253783293696448°E 560 msnm                                |                             | Cal Clot Valls           | Modifica les dades a Wikidata |
|        | Mas Agulló         | Cervera               | masia        | 18th century                 | 41° 38′ 32″ N, 1° 15′ 41″ E / 41.64216°N,1.2614°E 540 msnm                                                    | bé cultural d'interès local |                          | Modifica les dades a Wikidata |
|        | Mas Cremat         | Cervera               | masia        | Estat: ruïnós                | 41° 39′ 31″ N, 1° 16′ 31″ E / 41.658510143363°N,1.2753883660039°E 518 msnm                                    |                             |                          | Modifica les dades a Wikidata |
|        | Mas Sant Roc       | Castellnou d'Oluges   | masia        |                              | 41° 42′ 21″ N, 1° 18′ 04″ E / 41.7059283610151°N,1.30112661468424°E 483 msnm                                  |                             | Mas Sant Roc             | Modifica les dades a Wikidata |
|        | Mas d'en Solsona   | Cervera               | masia        | 18th century                 | 41° 40′ 50″ N, 1° 16′ 50″ E / 41.68049°N,1.28042°E ca:Antic camí de Castellnou 556 msnm                       | bé cultural d'interès local |                          | Modifica les dades a Wikidata |
|        | Mas de Carcassona  | la Cardosa            | masia        | Estat: ruïnós                | 41° 41′ 02″ N, 1° 13′ 54″ E / 41.6838334734062°N,1.23178204717723°E 466 msnm                                  |                             |                          | Modifica les dades a Wikidata |
|        | Mas de la Mel      | Vergós                | masia        | Estat: ruïnós                | 41° 40′ 49″ N, 1° 18′ 33″ E / 41.68029°N,1.30904°E 584 msnm                                                   | bé cultural d'interès local |                          | Modifica les dades a Wikidata |
|        | Mas de les Cases   | Cervera               | masia        |                              | 41° 38′ 36″ N, 1° 14′ 36″ E / 41.6432269624329°N,1.24324319026795°E 542 msnm                                  |                             |                          | Modifica les dades a Wikidata |
|        | Mas del Benet      | Cervera               | masia        | Estat: ruïnós                | 41° 40′ 47″ N, 1° 16′ 02″ E / 41.6796462988098°N,1.26731395962308°E 546 msnm                                  |                             |                          | Modifica les dades a Wikidata |
|        | Mas del Camatxo    | la Cardosa            | masia        |                              | 41° 41′ 38″ N, 1° 16′ 46″ E / 41.6938618612616°N,1.27950181568858°E 553 msnm                                  |                             |                          | Modifica les dades a Wikidata |
|        | Mas del Casanelles | Cervera               | masia        | Estat: ruïnós                | 41° 40′ 53″ N, 1° 15′ 38″ E / 41.6813544731958°N,1.26055211795867°E 530 msnm                                  |                             |                          | Modifica les dades a Wikidata |
|        | Mas del Codina     | Cervera               | masia        | 18th century                 | 41° 40′ 22″ N, 1° 16′ 08″ E / 41.67286°N,1.26902°E ca:Av. Mil·lenari de Catalunya - c. Àngel Guimerà 545 msnm | bé cultural d'interès local | Mas del Codina (Cervera) | Modifica les dades a Wikidata |
|        | Mas del Colom      | Cervera               | masia        | Estat: enderrocat o destruït | 41° 40′ 42″ N, 1° 16′ 09″ E / 41.6783786379492°N,1.26925816196766°E 540 msnm                                  |                             |                          | Modifica les dades a Wikidata |
|        | Mas del Coma       | Castellnou d'Oluges   | masia        | 18th century                 | 41° 42′ 11″ N, 1° 17′ 54″ E / 41.70311°N,1.29838°E 487 msnm                                                   | bé cultural d'interès local |                          | Modifica les dades a Wikidata |
|        | Mas del Grioles    | Cervera               | masia        | 18th century Estat: ruïnós   | 41° 37′ 49″ N, 1° 16′ 35″ E / 41.63028°N,1.27639°E 601 msnm                                                   | bé cultural d'interès local |                          | Modifica les dades a Wikidata |
|        | Mas del Lepes      | Cervera               | masia        |                              | 41° 40′ 52″ N, 1° 16′ 09″ E / 41.6812412472081°N,1.26915740808912°E 547 msnm                                  |                             |                          | Modifica les dades a Wikidata |
|        | Mas del Lloses     | Cervera               | masia        |                              | 41° 41′ 12″ N, 1° 16′ 36″ E / 41.6866129538697°N,1.2765950597857°E 552 msnm                                   |                             |                          | Modifica les dades a Wikidata |
|        | Mas del Patra      | Cervera               | masia        |                              | 41° 41′ 14″ N, 1° 17′ 22″ E / 41.6871217204062°N,1.28954610590499°E 551 msnm                                  |                             |                          | Modifica les dades a Wikidata |
|        | Mas del Pipó       | Vergós                | masia        | 18th century                 | 41° 40′ 30″ N, 1° 18′ 16″ E / 41.67508°N,1.30458°E 576 msnm                                                   | bé cultural d'interès local |                          | Modifica les dades a Wikidata |
|        | Mas del Quiquet    | Cervera               | masia        | 18th century                 | 41° 41′ 10″ N, 1° 17′ 08″ E / 41.68609°N,1.28567°E 560 msnm                                                   | bé cultural d'interès local |                          | Modifica les dades a Wikidata |
|        | Mas del Sicart     | Cervera               | masia        | Estat: ruïnós                | 41° 40′ 47″ N, 1° 16′ 10″ E / 41.6795870371618°N,1.2693579290968°E 545 msnm                                   |                             |                          | Modifica les dades a Wikidata |
|        | Mas del Vega       | la Cardosa            | masia        |                              | 41° 41′ 31″ N, 1° 16′ 25″ E / 41.6918094615209°N,1.27357241575327°E 531 msnm                                  |                             |                          | Modifica les dades a Wikidata |
|        | Mas del Vilalta    | Cervera               | masia        | Estat: ruïnós                | 41° 41′ 25″ N, 1° 16′ 52″ E / 41.6902753545348°N,1.28118352193848°E 539 msnm                                  |                             |                          | Modifica les dades a Wikidata |
|        | Masia Blanca       | Cervera               | masia        |                              | 41° 41′ 06″ N, 1° 16′ 02″ E / 41.6850212950243°N,1.2671817333746°E 516 msnm                                   |                             |                          | Modifica les dades a Wikidata |
|        | Masia de Quim      | Cervera               | masia        |                              | 41° 40′ 07″ N, 1° 14′ 49″ E / 41.668598°N,1.246858°E 518 msnm                                                 |                             |                          | Modifica les dades a Wikidata |
|        | Masia del Camps    | Cervera               | masia        |                              | 41° 39′ 50″ N, 1° 15′ 24″ E / 41.6638°N,1.256675°E 456 msnm                                                   |                             |                          | Modifica les dades a Wikidata |
|        | Masia del Pereta   | Vergós                | masia        | 18th century                 | 41° 40′ 33″ N, 1° 18′ 44″ E / 41.6758744710732°N,1.31222484279295°E 567 msnm                                  | bé cultural d'interès local |                          | Modifica les dades a Wikidata |
|        | Masia del Rafael   | Cervera               | masia        | 18th century                 | 41° 40′ 49″ N, 1° 17′ 53″ E / 41.68018°N,1.29803°E 568 msnm                                                   | bé cultural d'interès local |                          | Modifica les dades a Wikidata |
|        | Masia del Trilla   | Cervera               | masia        | 18th century                 | 41° 39′ 53″ N, 1° 15′ 00″ E / 41.66478°N,1.25003°E 454 msnm                                                   | bé cultural d'interès local | Mas del Trilla           | Modifica les dades a Wikidata |
|        | Ribera             | Cervera               | masia        |                              | 41° 41′ 18″ N, 1° 14′ 56″ E / 41.6883197918421°N,1.24890155651753°E 503 msnm                                  |                             |                          | Modifica les dades a Wikidata |
|        | el Masuca          | Vergós                | masia        | Estat: enderrocat o destruït | 41° 39′ 20″ N, 1° 18′ 50″ E / 41.6556428363157°N,1.31389418576858°E 517 msnm                                  |                             |                          | Modifica les dades a Wikidata |

## mausoleu
| imatge | Nom                                   | Ubicat a | instància de | Detalls                                        | coordenades                                                                           | Protecció                   | Commons (més fotos)                   | Dades a WD                    |
| ------ | ------------------------------------- | -------- | ------------ | ---------------------------------------------- | ------------------------------------------------------------------------------------- | --------------------------- | ------------------------------------- | ----------------------------- |
|        | Panteó de Joan Oller i Quintana       | Cervera  | mausoleu     | 19th century                                   | 41° 40′ 39″ N, 1° 15′ 58″ E / 41.677424°N,1.266188°E cementiri de Cervera 537 msnm    | bé cultural d'interès local | Panteó de Joan Oller i Quintana       | Modifica les dades a Wikidata |
|        | Panteó de la família Aymamí           | Cervera  | mausoleu     | Estil: historicisme arquitectònic 19th century | 41° 40′ 39″ N, 1° 15′ 58″ E / 41.677424°N,1.266188°E ca:Cementiri de Cervera 537 msnm | bé cultural d'interès local | Panteó de la família Aymamí           | Modifica les dades a Wikidata |
|        | Panteó de la família Jené             | Cervera  | mausoleu     | Estil: historicisme arquitectònic 19th century | 41° 40′ 39″ N, 1° 15′ 58″ E / 41.677424°N,1.266188°E ca:Cementiri de Cervera 537 msnm | bé cultural d'interès local | Panteó de la família Jené             | Modifica les dades a Wikidata |
|        | Panteó de la família Jordana          | Cervera  | mausoleu     | Estil: historicisme arquitectònic 19th century | 41° 40′ 39″ N, 1° 15′ 58″ E / 41.677424°N,1.266188°E ca:Cementiri de Cervera 537 msnm | bé cultural d'interès local | Panteó de la família Jordana          | Modifica les dades a Wikidata |
|        | Panteó de la família de Lluís Sampere | Cervera  | mausoleu     | Estil: historicisme arquitectònic 19th century | 41° 40′ 39″ N, 1° 15′ 58″ E / 41.677424°N,1.266188°E ca:Cementiri de Cervera 537 msnm | bé cultural d'interès local | Panteó de la família de Lluís Sampere | Modifica les dades a Wikidata |
|        | Panteó de la vídua d'Antoni Vinadé    | Cervera  | mausoleu     | Estil: historicisme arquitectònic 19th century | 41° 40′ 39″ N, 1° 15′ 58″ E / 41.677424°N,1.266188°E ca:Cementiri de Cervera 537 msnm | bé cultural d'interès local | Panteó de la vídua d'Antoni Vinadé    | Modifica les dades a Wikidata |
|        | Panteó dels Pares Claretians          | Cervera  | mausoleu     | Estil: historicisme arquitectònic 20th century | 41° 40′ 39″ N, 1° 15′ 54″ E / 41.67762°N,1.26509°E ca:Cementiri de Cervera 537 msnm   | bé cultural d'interès local | Panteó dels Pares Claretians          | Modifica les dades a Wikidata |

## molí d'aigua
| imatge | Nom                       | Ubicat a            | instància de       | Detalls                                  | coordenades | Protecció                                  | Commons (més fotos)       | Dades a WD                    |
| ------ | ------------------------- | ------------------- | ------------------ | ---------------------------------------- | --- | ------------------------------------------ | ------------------------- | ----------------------------- |
|        | El Molinet de Cervera     | Cervera             | molí d'aigua       | Estil: arquitectura popular 18th century | 41° 39′ 40″ N, 1° 14′ 41″ E / 41.661021°N,1.244633°E ca:Esquerra del riu Ondara 446 msnm                                     | bé integrant del patrimoni cultural català | El Molinet de Cervera     | Modifica les dades a Wikidata |
|        | Molí de Fiol              | Vergós              | molí d'aigua       | Estil: arquitectura popular 18th century | 41° 39′ 44″ N, 1° 17′ 23″ E / 41.662094°N,1.289819°E ca:Esquerra del riu Ondara 484 msnm                                     | bé cultural d'interès local                |                           | Modifica les dades a Wikidata |
|        | Molí de Sant Francesc     | Cervera             | molí d'aigua       | Estil: arquitectura popular 18th century | 41° 39′ 53″ N, 1° 16′ 36″ E / 41.664645°N,1.276701°E ca:Dintre el convent de Sant Francesc 475 msnm                          | bé integrant del patrimoni cultural català |                           | Modifica les dades a Wikidata |
|        | Molí de Vergós            | Vergós              | molí d'aigua       | Estil: arquitectura popular 18th century | 41° 39′ 51″ N, 1° 18′ 01″ E / 41.66408°N,1.30015°E ca:Carrer Major, Vergós 488 msnm                                          | bé integrant del patrimoni cultural català | Molí de Vergós            | Modifica les dades a Wikidata |
|        | Molí de la Torre          | Cervera             | molí d'aigua       | Estil: arquitectura popular 18th century | ca:Dreta del riu Sió | bé integrant del patrimoni cultural català |                           | Modifica les dades a Wikidata |
|        | Molí de les Estelis       | Cervera             | molí d'aigua       | Estil: arquitectura popular              | | bé integrant del patrimoni cultural català |                           | Modifica les dades a Wikidata |
|        | Molí del Cabana           | la Prenyanosa       | molí d'aigua       | Estil: arquitectura popular 18th century | 41° 42′ 55″ N, 1° 17′ 21″ E / 41.715408°N,1.289293°E ca:Esquerra del riu Sió 465 msnm                                        | bé integrant del patrimoni cultural català |                           | Modifica les dades a Wikidata |
|        | Molí del Grau             | Cervera             | molí d'aigua       | Estil: arquitectura popular 18th century | 41° 39′ 41″ N, 1° 15′ 45″ E / 41.661319°N,1.262629°E ca:Esquerra del riu Ondara, prop de Sant Pere el Gros, Cervera 462 msnm | bé cultural d'interès local                | Molí del Grau (Cervera)   | Modifica les dades a Wikidata |
|        | Molí del Pola             | Castellnou d'Oluges | molí d'aigua       |                                          | 41° 42′ 31″ N, 1° 17′ 44″ E / 41.708706°N,1.295456°E 475 msnm                                                                | bé cultural d'interès local                | Molí del Pola             | Modifica les dades a Wikidata |
|        | finca i molí dels Comdals | Vergós              | molí d'aigua masia | Estil: arquitectura popular 17th century | 41° 39′ 28″ N, 1° 18′ 31″ E / 41.657675°N,1.308605°E ca:Carrerera N-II, km 522,5 500 msnm                                    | bé cultural d'interès local                | Finca i molí dels Comdals | Modifica les dades a Wikidata |

## molí de vent
| imatge | Nom                                  | Ubicat a | instància de | Detalls      | coordenades                                                 | Protecció                   | Commons (més fotos)                  | Dades a WD                    |
| ------ | ------------------------------------ | -------- | ------------ | ------------ | ----------------------------------------------------------- | --------------------------- | ------------------------------------ | ----------------------------- |
|        | Molí de vent de Sant Pere el Gros    | Cervera  | molí de vent | 18th century | 41° 39′ 38″ N, 1° 15′ 55″ E / 41.66067°N,1.26533°E 465 msnm | bé cultural d'interès local | Molí de vent de Sant Pere el Gros    | Modifica les dades a Wikidata |
|        | Molí de vent de la Serra de Montserè | Cervera  | molí de vent | 16th century | 41° 39′ 48″ N, 1° 15′ 53″ E / 41.66339°N,1.26477°E 606 msnm | bé cultural d'interès local | Molí de vent de la serra de Montseré | Modifica les dades a Wikidata |

## muntanya
| imatge | Nom                   | Ubicat a           | instància de | Detalls | coordenades                                                       | Protecció | Commons (més fotos)             | Dades a WD                    |
| ------ | --------------------- | ------------------ | ------------ | ------- | ----------------------------------------------------------------- | --------- | ------------------------------- | ----------------------------- |
|        | Los Tossalets         | Cervera Sant Ramon | muntanya     |         | 41° 43′ 40″ N, 1° 19′ 31″ E / 41.72765°N,1.32540278°E 599 msnm    |           |                                 | Modifica les dades a Wikidata |
|        | Tossal de Miralles    | Cervera            | muntanya     |         | 41° 40′ 55″ N, 1° 17′ 43″ E / 41.681985°N,1.295218°E 594 msnm     |           |                                 | Modifica les dades a Wikidata |
|        | Tossal de la Bagassa  | Cervera            | muntanya     |         | 41° 41′ 52″ N, 1° 16′ 53″ E / 41.69769444°N,1.28126389°E 555 msnm |           |                                 | Modifica les dades a Wikidata |
|        | Tossal de la Comalada | Cervera            | muntanya     |         | 41° 42′ 42″ N, 1° 18′ 27″ E / 41.7117°N,1.307417°E 538 msnm       |           |                                 | Modifica les dades a Wikidata |
|        | Tossal de les Forques | Cervera            | muntanya     |         | 41° 40′ 12″ N, 1° 16′ 55″ E / 41.66998°N,1.281973°E 562 msnm      |           | Tossal de les Forques (Cervera) | Modifica les dades a Wikidata |
|        | Tossal de les Roques  | Cervera            | muntanya     |         | 41° 38′ 57″ N, 1° 19′ 02″ E / 41.649153°N,1.317217°E 536 msnm     |           |                                 | Modifica les dades a Wikidata |
|        | Tossal del Baró       | Cervera            | muntanya     |         | 41° 41′ 56″ N, 1° 17′ 53″ E / 41.69875833°N,1.29794722°E 541 msnm |           |                                 | Modifica les dades a Wikidata |
|        | Turó del Terròs       | Cervera            | muntanya     |         | 41° 41′ 23″ N, 1° 17′ 28″ E / 41.68975°N,1.29121111°E 574 msnm    |           |                                 | Modifica les dades a Wikidata |
|        | el Mirador            | Cervera            | muntanya     |         | 41° 39′ 25″ N, 1° 16′ 11″ E / 41.65693889°N,1.26978611°E 524 msnm |           |                                 | Modifica les dades a Wikidata |

## oratori
| imatge | Nom                   | Ubicat a | instància de | Detalls | coordenades                                                                        | Protecció                   | Commons (més fotos)        | Dades a WD                    |
| ------ | --------------------- | -------- | ------------ | ------- | ---------------------------------------------------------------------------------- | --------------------------- | -------------------------- | ----------------------------- |
|        | Mare de Déu del Pilar | Cervera  | oratori      |         | 41° 39′ 34″ N, 1° 16′ 19″ E / 41.659321°N,1.272059°E ca:Camí de mas Ramon 477 msnm |                             |                            | Modifica les dades a Wikidata |
|        | Pilarets oratori      | Cervera  | oratori      |         |                                                                                    | bé cultural d'interès local | Pilarets oratori (Cervera) | Modifica les dades a Wikidata |

## peixera
| imatge | Nom                                 | Ubicat a      | instància de | Detalls      | coordenades                                                       | Protecció                   | Commons (més fotos) | Dades a WD                    |
| ------ | ----------------------------------- | ------------- | ------------ | ------------ | ----------------------------------------------------------------- | --------------------------- | ------------------- | ----------------------------- |
|        | Peixera de la Prenyanosa al riu Sió | la Prenyanosa | peixera      | 18th century | 41° 43′ 02″ N, 1° 17′ 15″ E / 41.717165°N,1.287626°E 461 msnm     | bé cultural d'interès local |                     | Modifica les dades a Wikidata |
|        | Peixeres del riu Ondara             | Cervera       | peixera      | 18th century | 41° 39′ 44″ N, 1° 17′ 40″ E / 41.662347°N,1.294329°E 479 413 msnm | bé cultural d'interès local |                     | Modifica les dades a Wikidata |

## polígon industrial
| imatge | Nom                                | Ubicat a | instància de       | Detalls | coordenades                                                         | Protecció | Commons (més fotos) | Dades a WD                    |
| ------ | ---------------------------------- | -------- | ------------------ | ------- | ------------------------------------------------------------------- | --------- | ------------------- | ----------------------------- |
|        | Polígon Cervera Industrial         | Cervera  | polígon industrial |         | 41° 40′ 27″ N, 1° 15′ 34″ E / 41.6740493932078°N,1.25931932601996°E |           |                     | Modifica les dades a Wikidata |
|        | Polígon industrial Camí de Tordera | Cervera  | polígon industrial |         | 41° 40′ 18″ N, 1° 14′ 58″ E / 41.6717543497503°N,1.24935071423311°E |           |                     | Modifica les dades a Wikidata |

## safareig
| imatge | Nom                                     | Ubicat a | instància de | Detalls      | coordenades                                                                                        | Protecció                   | Commons (més fotos)                     | Dades a WD                    |
| ------ | --------------------------------------- | -------- | ------------ | ------------ | -------------------------------------------------------------------------------------------------- | --------------------------- | --------------------------------------- | ----------------------------- |
|        | safareig de la Sèquia                   | Vergós   | safareig     | 19th century | 41° 39′ 50″ N, 1° 18′ 00″ E / 41.66402°N,1.29991°E ca:C. de la Carretera 494 msnm                  | bé cultural d'interès local | Safareig de la Sèquia                   | Modifica les dades a Wikidata |
|        | safareigs i abeuradors de Sant Francesc | Cervera  | safareig     | 18th century | 41° 39′ 54″ N, 1° 16′ 33″ E / 41.66489°N,1.27592°E ca:Raval de Sant Francesc d'Assis, 4-6 477 msnm | bé cultural d'interès local | Safareigs i abeuradors de Sant Francesc | Modifica les dades a Wikidata |

## Misc
| imatge | Nom                             | Ubicat a            | instància de           | Detalls                                                                   | coordenades                                                                                               | Protecció                                            | Commons (més fotos)                 | Dades a WD                    |
| ------ | ------------------------------- | ------------------- | ---------------------- | ------------------------------------------------------------------------- | --- | ---------------------------------------------------- | ----------------------------------- | ----------------------------- |
|        | Campanar de Cervera             | Cervera             | campanar               |                                                                           | |                                                      |                                     | Modifica les dades a Wikidata |
|        | Casa Museu Duran i Sanpere      | Cervera             | museu casa             | Estil: arquitectura barroca 1957                                          | 41° 40′ 08″ N, 1° 16′ 19″ E / 41.668811°N,1.271917°E ca:Carrer Major, 113 544 msnm                        | bé cultural d'interès local                          | Casa Duran i Sanpere (Cervera)      | Modifica les dades a Wikidata |
|        | Estació de Cervera              | Cervera             | estació de ferrocarril |                                                                           | 41° 40′ 25″ N, 1° 16′ 29″ E / 41.67363888888889°N,1.2748055555555555°E 553 msnm                           |                                                      | Cervera train station               | Modifica les dades a Wikidata |
|        | Miralles                        | Cervera             | vèrtex geodèsic        | Alt: 1.2m                                                                 | 41° 40′ 55″ N, 1° 17′ 42″ E / 41.681962°N,1.295111°E 593.728 msnm                                         |                                                      |                                     | Modifica les dades a Wikidata |
|        | Molí de l'oli                   | Cervera             | molí Ús: trull         | Estil: arquitectura popular                                               | 41° 39′ 53″ N, 1° 16′ 15″ E / 41.66473°N,1.27084°E ca:Carrer de Barcelona, 2 529 msnm                     | bé cultural d'interès local                          | Molí de l'oli (Cervera)             | Modifica les dades a Wikidata |
|        | Monument a la Generalitat       | Cervera             | monument               | Creador: Josep Maria Subirachs i Sitjar 1982                              | 41° 40′ 02″ N, 1° 16′ 23″ E / 41.66722°N,1.27315°E ca:Pl. de les Corts Catalanes 519 msnm                 | bé cultural d'interès local                          | Monument a la Generalitat (Cervera) | Modifica les dades a Wikidata |
|        | Paeria de Cervera               | Cervera             | casa consistorial      | Estil: arquitectura barroca                                               | 41° 39′ 56″ N, 1° 16′ 15″ E / 41.66555555555556°N,1.2708333333333333°E 542 msnm                           | bé d'interès cultural bé cultural d'interès nacional | Paeria de Cervera                   | Modifica les dades a Wikidata |
|        | Pas de la Casilla Alta          | Cervera             | pont                   | Hi passa: línia Barcelona-Manresa-Lleida-Almacelles                       | 41° 40′ 53″ N, 1° 18′ 03″ E / 41.6814449237042°N,1.30090588759459°E                                       |                                                      |                                     | Modifica les dades a Wikidata |
|        | Plaça Major de Cervera          | Cervera             | plaça                  | Estil: arquitectura popular                                               | 41° 39′ 57″ N, 1° 16′ 16″ E / 41.66574°N,1.271032°E 542 msnm                                              | bé cultural d'interès local                          | Plaça Major de Cervera              | Modifica les dades a Wikidata |
|        | Portal de Castellnou            | Castellnou d'Oluges | porta de ciutat        |                                                                           | 41° 42′ 12″ N, 1° 17′ 52″ E / 41.70344680409127°N,1.297894240678829°E                                     | bé cultural d'interès local                          |                                     | Modifica les dades a Wikidata |
|        | Pou de gel                      | Cervera             | pou de neu             | 15th century                                                              | 41° 39′ 56″ N, 1° 16′ 15″ E / 41.66563°N,1.27081°E ca:Pl. Major, 1, soterrani de la Paeria 542 msnm       | bé cultural d'interès local                          |                                     | Modifica les dades a Wikidata |
|        | Pou del Jutjat                  | Cervera             | pou                    | Estil: arquitectura barroca 18th century                                  | 41° 40′ 00″ N, 1° 16′ 13″ E / 41.66662°N,1.27032°E ca:C. Estudi Vell, pati interior dels Jutjats 530 msnm | bé cultural d'interès local                          |                                     | Modifica les dades a Wikidata |
|        | Queràs                          | la Prenyanosa       | llogaret               |                                                                           | 41° 43′ 56″ N, 1° 19′ 23″ E / 41.7322256741304°N,1.32305052571197°E 569 msnm                              |                                                      |                                     | Modifica les dades a Wikidata |
|        | Túnel de Cervera                | Cervera             | túnel                  |                                                                           | 41° 40′ 08″ N, 1° 16′ 22″ E / 41.668786398307°N,1.27284249805287°E                                        |                                                      | Túnel de Cervera                    | Modifica les dades a Wikidata |
|        | Viquitrobada 2019               | Cervera             | viquitrobada           |                                                                           | Universitat de Cervera                                                                                    |                                                      | Viquitrobada 2019                   | Modifica les dades a Wikidata |
|        | cementiri de Cervera            | Cervera             | cementiri              | 19th century                                                              | 41° 40′ 39″ N, 1° 15′ 59″ E / 41.67744°N,1.26633°E ca:Camí del Cementiri 537 msnm                         | bé cultural d'interès local                          | Cementiri de Cervera                | Modifica les dades a Wikidata |
|        | comtat de Cervera               | Cervera             | comtat jurisdiccional  | 1353-01-27 Anomenat per: Cervera                                          | |                                                      |                                     | Modifica les dades a Wikidata |
|        | creu de les Forques             | Cervera             | creu monumental        | 20th century                                                              | 41° 40′ 12″ N, 1° 16′ 55″ E / 41.66997°N,1.282°E Tossal de les Forques 562 msnm                           | bé cultural d'interès local                          | Creu de les Forques (Cervera)       | Modifica les dades a Wikidata |
|        | lledoner de Castellnou d'Oluges | Castellnou d'Oluges | arbre singular         | Taxon: lledoner (Celtis australis) Ample: 12.5m Alt: 15m Perímetre: 4.61m | 41° 42′ 13″ N, 1° 17′ 52″ E / 41.70373°N,1.29766°E 487 msnm                                               | arbre monumental                                     | Lledoner de Castellnou d'Oluges     | Modifica les dades a Wikidata |
|        | nucli antic de Cervera          | Cervera             | centre històric        | Estil: arquitectura gòtica arquitectura barroca                           | 41° 39′ 57″ N, 1° 16′ 16″ E / 41.665796°N,1.271029°E                                                      | bé d'interès cultural bé cultural d'interès nacional | Nucli antic de Cervera              | Modifica les dades a Wikidata |
|        | recinte fortificat de Cervera   | Cervera             | muralla urbana         | Estil: arquitectura popular 14th century                                  | 41° 40′ 05″ N, 1° 16′ 22″ E / 41.668138888889°N,1.2726805555556°E 537 msnm                                | bé d'interès cultural bé cultural d'interès nacional | Recinte fortificat de Cervera       | Modifica les dades a Wikidata |
|        | sitja de Cervera                | Cervera             | sitja                  | Estil: Tipo B 1968 Superfície: 544m²                                      | 41° 40′ 22″ N, 1° 16′ 19″ E / 41.672777777777775°N,1.2719722222222225°E 550 msnm                          |                                                      |                                     | Modifica les dades a Wikidata |